# Lista de prêmios e indicações recebidos por Taylor Swift
Esta é a lista de prêmios e indicações recebidos por Taylor Swift, artista musical dos Estados Unidos, que consiste em 498 gratificações entre 1 094 nomeações. Swift assinou com a gravadora Big Machine Records em 2005 e lançou seu álbum de estreia autointitulado em 2006, indicado ao Academy of Country Music Awards. No Grammy Awards de 2008, recebeu uma indicação para a estatueta de Artista Revelação. Em seu próximo material, Fearless (2008), faixas extraídas do disco como "Love Story", "White Horse" e "You Belong with Me" centraram seu nome como indicada em diversas condecorações, incluindo MTV Video Music Awards, Teen Choice Awards e People's Choice Awards. Referidos trabalhos lhe renderam quatro prêmios entre oito nomeações aos Grammy Awards de 2010, incluindo Álbum do Ano, tornando-se uma das artistas mais jovens a receber tal honraria na cerimônia.
Seguido pela divulgação de seu terceiro material, Speak Now (2010), vencedor do American Music Awards de Melhor Álbum de Country, o tema "Mean" lhe rendeu dois prêmios no Grammy Awards. No final de 2011, Swift colaborou com a trilha sonora de The Hunger Games, onde a faixa "Safe & Sound" (com a participação de The Civil Wars) acabou por ser indicada ao Globo de Ouro de Melhor Canção Original. No ano seguinte, com o lançamento de Red, recebido de forma predominantemente positiva por críticos musicais ao qual prezaram seu conteúdo lírico e sua produção. Além de concorrer na categoria cantora internacional pelo Brit Awards.
Em 2014, alterou sua direção artística para 1989, descrito por Swift como seu "primeiro álbum oficialmente pop"; sendo recebido com opiniões positivas da crítica especializada, o sucesso comercial do projeto ajudou com que Swift fosse considerada a cantora do ano seguinte através de diversas cerimônias, recebendo um prêmio com seu próprio nome no BMI Pop Awards. Nos Grammy Awards de 2016, o álbum venceu em duas categorias: Melhor Álbum Vocal de Pop, rendendo-lhe o título de primeira artista a conquistar Grammys em diferentes gêneros musicais, uma vez que já havia ganho Melhor Álbum de Country; e Álbum do Ano, fazendo de Swift a primeira artista feminina a obter o galardão por duas vezes com seus próprios trabalhos. O projeto ainda produziu as canções "Shake It Off", "Blank Space" e "Bad Blood", cuja obra audiovisual ganhou o MTV Video Music Awards de Videoclipe do Ano.
No American Music Awards de 2018, Swift foi indicada a um total de seis categorias, tendo Reputation (2017) obtido a estatueta de Melhor Álbum de Pop ou Rock, ultrapassando o recorde de Whitney Houston e tornando-se a cantora com mais vitórias na premiação. Seu sétimo disco, Lover (2019), foi responsável por produzir as bem-sucedidas faixas "Me!" e "You Need to Calm Down", responsável por gerar doze indicações aos MTV Video Music Awards de 2019. Além de repetir o sucesso comercial de seu antecessor, o disco Folklore (2020) rendeu à intérprete uma série de prêmios, incluindo um Grammy Awards para Álbum do Ano, o que fez de Swift a primeira mulher a conquistar o gramofone três vezes. Em 2021, dirigiu e produziu o curta-metragem All Too Well: The Short Film, onde conquistou três prêmios no MTV Video Music Awards de 2022; incluindo sua terceira vitória em Videoclipe do Ano.
Ao longo de sua carreira, Swift também acumulou uma série de reconhecimentos; em publicações da Rolling Stone e The Daily Telegraph, foi escolhida como uma das maiores compositoras de todos os tempos, além de uma das musicistas mais influentes dos anos 2010, de acordo com o The Post. Além disso, tem sido referida como uma das maiores mulheres da indústria fonográfica em listas organizadas pelo VH1. Entre 2010, 2015 e 2019 foi considerada uma das 100 pessoas mais influentes do mundo na lista anual promovida pela revista Time; em 2020, Swift foi apontada como uma das mulheres mais importantes do século na Pensilvânia através do periódico USA Today.

## Principais cerimônias

### Emmy do Primetime
O Emmy do Primetime é um prêmio concedido por membros da International Academy of Television Arts & Sciences (IATAS) em reconhecimento à excelência de séries, minisséries e telefilmes.
| Ano  | Categoria                           | Recipiente(s)                          | Resultado | Ref.   |
| ---- | ----------------------------------- | -------------------------------------- | --------- | ------ |
| 2015 | Melhor Programa Original Interativo | AMEX Unstaged: Taylor Swift Experience | Venceu    | [ 14 ] |

### Globo de Ouro
O Globo de Ouro é um prêmio concedido por membros da Hollywood Foreign Press Association (HFPA) em reconhecimento à excelência no cinema e na televisão.
| Ano  | Categoria                        | Recipiente(s)                                  | Resultado | Ref.   |
| ---- | -------------------------------- | ---------------------------------------------- | --------- | ------ |
| 2013 | Melhor Canção Original           | "Safe & Sound" (com a part. de The Civil Wars) | Indicado  | [ 16 ] |
| 2014 | Melhor Canção Original           | "Sweeter than Fiction"                         | Indicado  | [ 17 ] |
| 2020 | Melhor Canção Original           | "Beautiful Ghosts"                             | Indicado  | [ 18 ] |
| 2023 | Melhor Canção Original           | "Carolina"                                     | Indicado  | [ 19 ] |
| 2024 | Maior Bilheteria Cinematográfica | Taylor Swift: The Eras Tour                    | Indicado  | [ 20 ] |

### Grammy Award
O Grammy Award é um prêmio concedido por membros da The Recording Academy em reconhecimento à excelência na indústria fonográfica.
| Ano  | Categoria                                           | Recipiente(s)                                               | Resultado | Ref.   |
| ---- | --------------------------------------------------- | ----------------------------------------------------------- | --------- | ------ |
| 2008 | Artista Revelação                                   | Taylor Swift                                                | Indicado  | [ 22 ] |
| 2010 | Álbum do Ano                                        | Fearless                                                    | Venceu    | [ 23 ] |
| 2010 | Melhor Álbum de Country                             | Fearless                                                    | Venceu    | [ 23 ] |
| 2010 | Canção do Ano                                       | "You Belong with Me"                                        | Indicado  | [ 23 ] |
| 2010 | Gravação do Ano                                     | "You Belong with Me"                                        | Indicado  | [ 23 ] |
| 2010 | Melhor Desempenho Feminino de Pop                   | "You Belong with Me"                                        | Indicado  | [ 23 ] |
| 2010 | Melhor Canção de Country                            | "White Horse"                                               | Venceu    | [ 23 ] |
| 2010 | Melhor Desempenho Feminino Vocal de Country         | "White Horse"                                               | Venceu    | [ 23 ] |
| 2010 | Melhor Colaboração Vocal de Pop                     | "Breathe" (com a part. de Colbie Caillat)                   | Indicado  | [ 23 ] |
| 2012 | Melhor Álbum de Country                             | Speak Now                                                   | Indicado  | [ 24 ] |
| 2012 | Melhor Canção de Country                            | "Mean"                                                      | Venceu    | [ 24 ] |
| 2012 | Melhor Desempenho Solo de Country                   | "Mean"                                                      | Venceu    | [ 24 ] |
| 2013 | Gravação do Ano                                     | "We Are Never Ever Getting Back Together"                   | Indicado  | [ 25 ] |
| 2013 | Melhor Canção Composta para Mídia Visual            | "Safe & Sound" (com a part. de The Civil Wars)              | Venceu    | [ 25 ] |
| 2013 | Melhor Desempenho de Country por uma Dupla ou Grupo | "Safe & Sound" (com a part. de The Civil Wars)              | Indicado  | [ 25 ] |
| 2014 | Álbum do Ano                                        | Red                                                         | Indicado  | [ 26 ] |
| 2014 | Melhor Álbum de Country                             | Red                                                         | Indicado  | [ 26 ] |
| 2014 | Melhor Canção de Country                            | "Begin Again"                                               | Indicado  | [ 26 ] |
| 2014 | Melhor Desempenho de Country em Duo ou Grup         | "Highway Don't Care" (com Tim McGraw e Keith Urban)         | Indicado  | [ 26 ] |
| 2015 | Canção do Ano                                       | "Shake It Off"                                              | Indicado  | [ 27 ] |
| 2015 | Gravação do Ano                                     | "Shake It Off"                                              | Indicado  | [ 27 ] |
| 2015 | Melhor Desempenho Solo de Pop                       | "Shake It Off"                                              | Indicado  | [ 27 ] |
| 2016 | Álbum do Ano                                        | 1989                                                        | Venceu    | [ 28 ] |
| 2016 | Melhor Álbum Vocal de Pop                           | 1989                                                        | Venceu    | [ 28 ] |
| 2016 | Canção do Ano                                       | "Blank Space"                                               | Indicado  | [ 28 ] |
| 2016 | Gravação do Ano                                     | "Blank Space"                                               | Indicado  | [ 28 ] |
| 2016 | Melhor Desempenho Solo de Pop                       | "Blank Space"                                               | Indicado  | [ 28 ] |
| 2016 | Melhor Desempenho de Pop por uma Dupla ou Grupo     | "Bad Blood" (com a part. de Kendrick Lamar)                 | Indicado  | [ 28 ] |
| 2016 | Melhor Videoclipe                                   | "Bad Blood" (com a part. de Kendrick Lamar)                 | Venceu    | [ 28 ] |
| 2018 | Melhor Canção de Country                            | "Better Man"                                                | Indicado  | [ 29 ] |
| 2018 | Melhor Canção Composta para Mídia Visual            | "I Don't Wanna Live Forever" (com Zayn)                     | Indicado  | [ 29 ] |
| 2019 | Melhor Álbum Vocal de Pop                           | Reputation                                                  | Indicado  | [ 30 ] |
| 2020 | Melhor Álbum Vocal de Pop                           | Lover                                                       | Indicado  | [ 31 ] |
| 2020 | Canção do Ano                                       | "Lover"                                                     | Indicado  | [ 31 ] |
| 2020 | Melhor Desempenho Solo de Pop                       | "You Need to Calm Down"                                     | Indicado  | [ 31 ] |
| 2021 | Álbum do Ano                                        | Folklore                                                    | Venceu    | [ 32 ] |
| 2021 | Melhor Álbum Vocal de Pop                           | Folklore                                                    | Indicado  | [ 32 ] |
| 2021 | Canção do Ano                                       | "Cardigan"                                                  | Indicado  | [ 32 ] |
| 2021 | Melhor Desempenho Solo de Pop                       | "Cardigan"                                                  | Indicado  | [ 32 ] |
| 2021 | Melhor Desempenho de Pop por uma Dupla ou Grupo     | "Exile" (com a part. de Bon Iver)                           | Indicado  | [ 32 ] |
| 2021 | Melhor Canção Composta para Mídia Visual            | "Beautiful Ghosts"                                          | Indicado  | [ 32 ] |
| 2022 | Álbum do Ano                                        | Evermore                                                    | Indicado  | [ 33 ] |
| 2023 | Melhor Canção de Country                            | "I Bet You Think About Me" (com a part. de Chris Stapleton) | Indicado  | [ 34 ] |
| 2023 | Melhor Canção Composta para Mídia Visual            | "Carolina"                                                  | Indicado  | [ 34 ] |
| 2023 | Melhor Videoclipe                                   | All Too Well: The Short Film                                | Venceu    | [ 34 ] |
| 2023 | Canção do Ano                                       | "All Too Well (10 Minute Version) (The Short Film)"         | Indicado  | [ 34 ] |
| 2024 | Canção do Ano                                       | "Anti-Hero"                                                 | Indicado  | [ 35 ] |
| 2024 | Gravação do Ano                                     | "Anti-Hero"                                                 | Indicado  | [ 35 ] |
| 2024 | Melhor Desempenho Solo de Pop                       | "Anti-Hero"                                                 | Indicado  | [ 35 ] |
| 2024 | Melhor Desempenho de Pop por uma Dupla ou Grupo     | "Karma" (com a part. de Ice Spice)                          | Indicado  | [ 35 ] |
| 2024 | Álbum do Ano                                        | Midnights                                                   | Venceu    | [ 35 ] |
| 2024 | Melhor Álbum Vocal de Pop                           | Midnights                                                   | Venceu    | [ 35 ] |

## Outros prêmios
| § | Indica categorias não competitivas |

| 2007                                                              | Swift                                                               | Revelação do Ano — Cantora                                                             | Indicado     | [ 36 ]          |
| 2008                                                              | Swift                                                               | Revelação do Ano — Cantora                                                             | Venceu       | [ 37 ]          |
| 2008                                                              | Swift                                                               | Cantora do Ano                                                                         | Indicado     | [ 37 ]          |
| 2008                                                              | Taylor Swift                                                        | Álbum do Ano                                                                           | Indicado     | [ 37 ]          |
| 2009                                                              | Swift                                                               | Cantora do Ano                                                                         | Indicado     | [ 38 ]          |
| 2009                                                              | "Love Story"                                                        | Videoclipe do Ano                                                                      | Indicado     | [ 38 ]          |
| 2009                                                              | Fearless                                                            | Álbum do Ano                                                                           | Venceu       | [ 38 ]          |
| 2009                                                              | Swift                                                               | Prêmio Crystal Milestone §                                                             | Venceu       | [ 38 ]          |
| 2010                                                              | Swift                                                               | Artista do Ano                                                                         | Indicado     | [ 39 ]          |
| 2010                                                              | Swift                                                               | Cantora do Ano                                                                         | Indicado     | [ 39 ]          |
| 2010                                                              | "You Belong with Me"                                                | Videoclipe do Ano                                                                      | Indicado     | [ 39 ]          |
| 2010                                                              | "You Belong with Me"                                                | Canção do Ano                                                                          | Indicado     | [ 39 ]          |
| 2011                                                              | Swift                                                               | Prêmio Jim Reeves International §                                                      | Venceu       | [ 40 ]          |
| 2011                                                              | Swift                                                               | Artista do Ano                                                                         | Venceu       | [ 40 ]          |
| 2011                                                              | Swift                                                               | Cantora do Ano                                                                         | Indicado     | [ 40 ]          |
| 2011                                                              | Speak Now                                                           | Álbum do Ano                                                                           | Indicado     | [ 40 ]          |
| 2012                                                              | Swift                                                               | Artista do Ano                                                                         | Venceu       | [ 41 ]          |
| 2012                                                              | Swift                                                               | Cantora do Ano                                                                         | Indicado     | [ 41 ]          |
| 2012                                                              | "Mean"                                                              | Videoclipe do Ano                                                                      | Indicado     | [ 41 ]          |
| 2013                                                              | Swift                                                               | Artista do Ano                                                                         | Indicado     | [ 42 ]          |
| 2013                                                              | Swift                                                               | Cantora do Ano                                                                         | Indicado     | [ 42 ]          |
| 2013                                                              | "We Are Never Ever Getting Back Together"                           | Videoclipe do Ano                                                                      | Indicado     | [ 42 ]          |
| 2013                                                              | Red                                                                 | Álbum do Ano                                                                           | Indicado     | [ 42 ]          |
| 2014                                                              | Swift                                                               | Artista do Ano                                                                         | Indicado     | [ 43 ]          |
| 2014                                                              | Swift                                                               | Cantora do Ano                                                                         | Indicado     | [ 43 ]          |
| 2014                                                              | "Highway Don't Care" (com Tim McGraw e Keith Urban)                 | Videoclipe do Ano                                                                      | Venceu       | [ 43 ]          |
| 2014                                                              | "Highway Don't Care" (com Tim McGraw e Keith Urban)                 | Single do Ano                                                                          | Indicado     | [ 43 ]          |
| 2014                                                              | "Highway Don't Care" (com Tim McGraw e Keith Urban)                 | Evento Vocal do Ano                                                                    | Indicado     | [ 43 ]          |
| 2015                                                              | Swift                                                               | 50º Prêmio Milestone §                                                                 | Venceu       | [ 44 ]          |
| 2019                                                              | "Babe" (com Sugarland)                                              | Videoclipe do Ano                                                                      | Indicado     | [ 45 ]          |
| 2022                                                              | "I Bet You Think About Me" (com a part. de Chris Stapleton)         | Videoclipe do Ano                                                                      | Indicado     | [ 46 ]          |
| ADG Excellence in Production Design Award                         |                                                                     |                                                                                        |              |                 |
| 2020                                                              | "Lover"                                                             | Melhor Websérie, Videoclipe ou Comercial                                               | Indicado     | [ 47 ]          |
| 2020                                                              | Taylor Swift: Reputation Stadium Tour                               | Melhor Programa de Variedades, Reality Show ou Competição                              | Indicado     | [ 48 ]          |
| 2021                                                              | "Cardigan"                                                          | Melhor Websérie, Videoclipe ou Comercial                                               | Indicado     | [ 49 ]          |
| 2022                                                              | All Too Well: The Short Film                                        | Melhor Websérie, Videoclipe ou Comercial                                               | Venceu       | [ 50 ]          |
| AIMP Nashville Country Awards                                     |                                                                     |                                                                                        |              |                 |
| 2023                                                              | "All Too Well (Taylor's Version)"                                   | Canção do Ano                                                                          | Indicado     | [ 51 ]          |
| American Country Awards                                           |                                                                     |                                                                                        |              |                 |
| 2010                                                              | Swift                                                               | Artista do Ano                                                                         | Indicado     | [ 52 ]          |
| 2010                                                              | Swift                                                               | Cantora do Ano                                                                         | Indicado     | [ 52 ]          |
| 2010                                                              | Fearless Tour                                                       | Turnê do Ano                                                                           | Indicado     | [ 52 ]          |
| 2010                                                              | Swift                                                               | Artista do Ano                                                                         | Indicado     | [ 53 ]          |
| 2010                                                              | Swift                                                               | Cantora do Ano                                                                         | Indicado     | [ 53 ]          |
| 2010                                                              | Speak Now World Tour                                                | Turnê do Ano                                                                           | Indicado     | [ 53 ]          |
| 2010                                                              | Speak Now                                                           | Álbum do Ano                                                                           | Indicado     | [ 53 ]          |
| 2010                                                              | "Mean"                                                              | Cantora do Ano                                                                         | Indicado     | [ 53 ]          |
| 2010                                                              | "Back to December"                                                  | Videoclipe Feminino do Ano                                                             | Indicado     | [ 53 ]          |
| 2012                                                              | Swift                                                               | Artista do Ano                                                                         | Indicado     | [ 54 ]          |
| 2012                                                              | Swift                                                               | Cantora do Ano                                                                         | Indicado     | [ 54 ]          |
| 2012                                                              | Swift                                                               | Artista do Ano em Turnê                                                                | Indicado     | [ 54 ]          |
| 2012                                                              | "Ours"                                                              | Single Feminino do Ano                                                                 | Indicado     | [ 54 ]          |
| 2012                                                              | "Ours"                                                              | Videoclipe Feminino do Ano                                                             | Indicado     | [ 54 ]          |
| 2013                                                              | Swift                                                               | Artista do Ano                                                                         | Indicado     | [ 55 ]          |
| 2013                                                              | Swift                                                               | Cantora do Ano                                                                         | Indicado     | [ 55 ]          |
| 2013                                                              | Swift                                                               | Artista do Ano em Turnê                                                                | Indicado     | [ 55 ]          |
| 2013                                                              | Swift                                                               | Artista Mundial                                                                        | Venceu       | [ 55 ]          |
| 2013                                                              | "Begin Again"                                                       | Single Feminino do Ano                                                                 | Indicado     | [ 55 ]          |
| 2013                                                              | "Begin Again"                                                       | Videoclipe do Ano                                                                      | Indicado     | [ 55 ]          |
| 2013                                                              | "Begin Again"                                                       | Videoclipe Feminino do Ano                                                             | Indicado     | [ 55 ]          |
| 2013                                                              | "Highway Don't Care" (com Tim McGraw e Keith Urban)                 | Single Colaborativo do Ano                                                             | Venceu       | [ 55 ]          |
| 2013                                                              | "Highway Don't Care" (com Tim McGraw e Keith Urban)                 | Videoclipe Colaborativo do Ano                                                         | Venceu       | [ 55 ]          |
| 2013                                                              | "Highway Don't Care" (com Tim McGraw e Keith Urban)                 | Canção do Ano                                                                          | Venceu       | [ 55 ]          |
| American Country Countdown Awards                                 |                                                                     |                                                                                        |              |                 |
| 2014                                                              | Swift                                                               | Cantora do Ano                                                                         | Indicado     | [ 56 ]          |
| AMFT Awards                                                       |                                                                     |                                                                                        |              |                 |
| 2020                                                              | Folklore                                                            | Álbum do Ano                                                                           | Venceu       | [ 57 ]          |
| 2020                                                              | Folklore                                                            | Melhor Álbum de Folk                                                                   | Venceu       | [ 57 ]          |
| 2020                                                              | "Cardigan"                                                          | Melhor Canção de Folk                                                                  | Venceu       | [ 57 ]          |
| 2020                                                              | "Exile" (com a part. de Bon Iver)                                   | Melhor Desempenho de Folk                                                              | Venceu       | [ 57 ]          |
| American Music Awards                                             |                                                                     |                                                                                        |              |                 |
| 2007                                                              | Swift                                                               | Melhor Cantora de Country                                                              | Indicado     | [ 58 ]          |
| 2008                                                              | Swift                                                               | Melhor Cantora de Country                                                              | Venceu       | [ 59 ]          |
| 2009                                                              | Swift                                                               | Artista do Ano                                                                         | Venceu       | [ 60 ] [ 61 ]   |
| 2009                                                              | Swift                                                               | Melhor Cantora de Pop ou Rock                                                          | Venceu       | [ 60 ] [ 61 ]   |
| 2009                                                              | Swift                                                               | Melhor Cantora de Country                                                              | Venceu       | [ 60 ] [ 61 ]   |
| 2009                                                              | Swift                                                               | Melhor Artista Adult Contemporary                                                      | Venceu       | [ 60 ] [ 61 ]   |
| 2009                                                              | Fearless                                                            | Melhor Álbum de Country                                                                | Venceu       | [ 60 ] [ 61 ]   |
| 2009                                                              | Fearless                                                            | Melhor Álbum de Pop ou Rock                                                            | Indicado     | [ 60 ] [ 61 ]   |
| 2010                                                              | Swift                                                               | Melhor Cantora de Country                                                              | Venceu       | [ 62 ]          |
| 2011                                                              | Swift                                                               | Artista do Ano                                                                         | Venceu       | [ 63 ]          |
| 2011                                                              | Swift                                                               | Melhor Cantora de Country                                                              | Venceu       | [ 63 ]          |
| 2011                                                              | Speak Now                                                           | Melhor Álbum de Country                                                                | Venceu       | [ 63 ]          |
| 2012                                                              | Swift                                                               | Melhor Cantora de Country                                                              | Venceu       | [ 64 ]          |
| 2013                                                              | Swift                                                               | Artista do Ano                                                                         | Venceu       | [ 65 ]          |
| 2013                                                              | Swift                                                               | Melhor Cantora de Pop ou Rock                                                          | Venceu       | [ 65 ]          |
| 2013                                                              | Swift                                                               | Melhor Cantora de Country                                                              | Venceu       | [ 65 ]          |
| 2013                                                              | Red                                                                 | Melhor Álbum de Country                                                                | Venceu       | [ 65 ]          |
| 2013                                                              | Red                                                                 | Melhor Álbum de Pop ou Rock                                                            | Indicado     | [ 65 ]          |
| 2014                                                              | Swift                                                               | Prêmio Dick Clark por Excelência §                                                     | Venceu       | [ 66 ]          |
| 2015                                                              | Swift                                                               | Artista do Ano                                                                         | Indicado     | [ 67 ]          |
| 2015                                                              | Swift                                                               | Melhor Cantora de Pop ou Rock                                                          | Indicado     | [ 67 ]          |
| 2015                                                              | Swift                                                               | Melhor Artista Adult Contemporary                                                      | Venceu       | [ 67 ]          |
| 2015                                                              | 1989                                                                | Melhor Álbum de Pop ou Rock                                                            | Venceu       | [ 67 ]          |
| 2015                                                              | "Blank Space"                                                       | Canção do Ano                                                                          | Venceu       | [ 67 ]          |
| 2015                                                              | "Bad Blood" (com a part. de Kendrick Lamar)                         | Colaboração do Ano                                                                     | Indicado     | [ 67 ]          |
| 2018                                                              | Swift                                                               | Artista do Ano                                                                         | Venceu       | [ 68 ]          |
| 2018                                                              | Swift                                                               | Melhor Cantora de Pop ou Rock                                                          | Venceu       | [ 68 ]          |
| 2018                                                              | Reputation                                                          | Melhor Álbum de Pop ou Rock                                                            | Venceu       | [ 68 ]          |
| 2018                                                              | Reputation Stadium Tour                                             | Turnê do Ano                                                                           | Venceu       | [ 68 ]          |
| 2019                                                              | Swift                                                               | Artista da Década §                                                                    | Venceu       | [ 69 ]          |
| 2019                                                              | Swift                                                               | Artista do Ano                                                                         | Venceu       | [ 70 ]          |
| 2019                                                              | Swift                                                               | Melhor Cantora de Pop ou Rock                                                          | Venceu       | [ 70 ]          |
| 2019                                                              | Swift                                                               | Melhor Artista Adult Contemporary                                                      | Venceu       | [ 70 ]          |
| 2019                                                              | "You Need to Calm Down"                                             | Melhor Videoclipe                                                                      | Venceu       | [ 70 ]          |
| 2019                                                              | Lover                                                               | Melhor Álbum de Pop ou Rock                                                            | Venceu       | [ 70 ]          |
| 2020                                                              | Swift                                                               | Artista do Ano                                                                         | Venceu       | [ 71 ]          |
| 2020                                                              | Swift                                                               | Melhor Cantora de Pop ou Rock                                                          | Venceu       | [ 71 ]          |
| 2020                                                              | "Cardigan"                                                          | Melhor Videoclipe                                                                      | Venceu       | [ 71 ]          |
| 2020                                                              | Folklore                                                            | Melhor Álbum de Pop ou Rock                                                            | Indicado     | [ 71 ]          |
| 2021                                                              | Evermore                                                            | Melhor Álbum de Pop ou Rock                                                            | Venceu       | [ 72 ]          |
| 2021                                                              | Swift                                                               | Artista do Ano                                                                         | Indicado     | [ 72 ]          |
| 2021                                                              | Swift                                                               | Melhor Cantora de Pop ou Rock                                                          | Venceu       | [ 72 ]          |
| 2022                                                              | Swift                                                               | Melhor Cantora de Pop ou Rock                                                          | Venceu       | [ 73 ]          |
| 2022                                                              | Swift                                                               | Artista do Ano                                                                         | Venceu       | [ 73 ]          |
| 2022                                                              | Swift                                                               | Melhor Cantora de Country                                                              | Venceu       | [ 73 ]          |
| 2022                                                              | All Too Well: The Short Film                                        | Melhor Videoclipe                                                                      | Venceu       | [ 73 ]          |
| 2022                                                              | Red (Taylor's Version)                                              | Melhor Álbum de Country                                                                | Venceu       | [ 73 ]          |
| 2022                                                              | Red (Taylor's Version)                                              | Melhor Álbum de Pop                                                                    | Venceu       | [ 73 ]          |
| Anthem Awards                                                     |                                                                     |                                                                                        |              |                 |
| 2024                                                              | Vote.org + Taylor Swift no National Voter Registration Day          | Direitos Humanos e Civis – Categorias de Conscientização e Mídia (Sem fins lucrativos) | Venceu       | [ 74 ]          |
| Apple Music Awards                                                |                                                                     |                                                                                        |              |                 |
| 2020                                                              | Swift                                                               | Compositora do Ano                                                                     | Venceu       | [ 75 ]          |
| 2023                                                              | Swift                                                               | Artista do Ano                                                                         | Venceu       | [ 76 ]          |
| APRA Music Awards                                                 |                                                                     |                                                                                        |              |                 |
| 2010                                                              | "Love Story"                                                        | Canção Internacional do Ano                                                            | Indicado     | [ 77 ]          |
| 2016                                                              | "Blank Space"                                                       | Canção Internacional do Ano                                                            | Indicado     | [ 78 ]          |
| 2016                                                              | "Style"                                                             | Canção Internacional do Ano                                                            | Indicado     | [ 78 ]          |
| ARIA Music Awards                                                 |                                                                     |                                                                                        |              |                 |
| 2010                                                              | Swift                                                               | Artista Internacional Mais Popular                                                     | Indicado     | [ 79 ]          |
| 2013                                                              | Red                                                                 | Melhor Artista Internacional                                                           | Indicado     | [ 80 ]          |
| 2015                                                              | 1989                                                                | Melhor Artista Internacional                                                           | Indicado     | [ 81 ]          |
| 2016                                                              | 1989                                                                | Melhor Artista Internacional                                                           | Indicado     | [ 82 ]          |
| 2018                                                              | Reputation                                                          | Melhor Artista Internacional                                                           | Indicado     | [ 83 ]          |
| 2019                                                              | Lover                                                               | Melhor Artista Internacional                                                           | Venceu       | [ 84 ]          |
| 2020                                                              | Folklore                                                            | Melhor Artista Internacional                                                           | Indicado     | [ 85 ]          |
| 2021                                                              | Evermore                                                            | Melhor Artista Internacional                                                           | Venceu       | [ 86 ]          |
| 2022                                                              | Red (Taylor's Version)                                              | Melhor Artista Internacional                                                           | Indicado     | [ 87 ]          |
| 2023                                                              | Midnights                                                           | Melhor Artista Internacional                                                           | Venceu       | [ 88 ]          |
| The Astra Awards                                                  |                                                                     |                                                                                        |              |                 |
| 2024                                                              | Taylor Swift: The Eras Tour                                         | Melhor Documentário                                                                    | Indicado     | [ 89 ]          |
| Attitude Awards                                                   |                                                                     |                                                                                        |              |                 |
| 2020                                                              | Swift                                                               | Prêmio Attitude Icon §                                                                 | Venceu       | [ 90 ]          |
| A2IM Libera Awards                                                |                                                                     |                                                                                        |              |                 |
| 2012                                                              | Swift                                                               | Road Warrior do Ano                                                                    | Indicado     | [ 91 ]          |
| 2013                                                              | Red                                                                 | Álbum do Ano                                                                           | Indicado     | [ 92 ]          |
| 2013                                                              | Swift                                                               | Destaque do Ano                                                                        | Indicado     | [ 92 ]          |
| 2014                                                              | Swift                                                               | Destaque do Ano                                                                        | Indicado     | [ 93 ]          |
| 2015                                                              | 1989                                                                | Álbum do Ano                                                                           | Indicado     | [ 94 ]          |
| 2018                                                              | Reputation                                                          | Prêmio Independent Impact §                                                            | Venceu       | [ 95 ]          |
| ASCAP Pop Music Awards                                            |                                                                     |                                                                                        |              |                 |
| 2014                                                              | "We Are Never Ever Getting Back Together"                           | Canção Mais Tocada                                                                     | Venceu       | [ 96 ]          |
| 2014                                                              | "I Knew You Were Trouble"                                           | Canção Mais Tocada                                                                     | Venceu       | [ 96 ]          |
| 2016                                                              | "Bad Blood" (com a part. de Kendrick Lamar)                         | Canção Mais Tocada                                                                     | Venceu       | [ 97 ]          |
| 2017                                                              | "Wildest Dreams"                                                    | Canção Popular                                                                         | Venceu       | [ 98 ]          |
| 2019                                                              | "Delicate"                                                          | Canção Popular                                                                         | Venceu       | [ 99 ]          |
| 2020                                                              | "Delicate"                                                          | Canção Popular                                                                         | Venceu       | [ 100 ]         |
| 2020                                                              | "Me!" (com a part. de Brendon Urie)                                 | Canção Popular                                                                         | Venceu       | [ 100 ]         |
| BBC Music Awards                                                  |                                                                     |                                                                                        |              |                 |
| 2014                                                              | Swift                                                               | Artista Internacional do Ano                                                           | Indicado     | [ 101 ]         |
| 2015                                                              | Swift                                                               | Artista Internacional do Ano                                                           | Venceu       | [ 102 ]         |
| BBC Radio 1 Teen Awards                                           |                                                                     |                                                                                        |              |                 |
| 2016                                                              | Swift                                                               | Celebridade Mais Divertida                                                             | Venceu       | [ 103 ]         |
| 2018                                                              | Swift                                                               | Melhor Artista Internacional                                                           | Indicado     | [ 104 ]         |
| 2019                                                              | Swift                                                               | Melhor Artista Internacional                                                           | Indicado     | [ 105 ]         |
| Berlin Music Video Awards                                         |                                                                     |                                                                                        |              |                 |
| 2020                                                              | "You Need to Calm Down"                                             | Melhor Cinematografia                                                                  | Indicado     | [ 106 ]         |
| Billboard Music Awards                                            |                                                                     |                                                                                        |              |                 |
| 2011                                                              | Swift                                                               | Melhor Artista                                                                         | Indicado     | [ 107 ]         |
| 2011                                                              | Swift                                                               | Melhor Cantora                                                                         | Indicado     | [ 107 ]         |
| 2011                                                              | Swift                                                               | Melhor Artista da Billboard 200                                                        | Venceu       | [ 107 ]         |
| 2011                                                              | Swift                                                               | Melhor Artista de Country                                                              | Venceu       | [ 107 ]         |
| 2011                                                              | Speak Now                                                           | Melhor Álbum da Billboard 200                                                          | Indicado     | [ 107 ]         |
| 2011                                                              | Speak Now                                                           | Melhor Álbum de Country                                                                | Venceu       | [ 107 ]         |
| 2011                                                              | "Mine"                                                              | Melhor Canção de Country                                                               | Indicado     | [ 107 ]         |
| 2012                                                              | Swift                                                               | Melhor Artista em Turnê                                                                | Indicado     | [ 108 ]         |
| 2012                                                              | Swift                                                               | Melhor Artista de Country                                                              | Indicado     | [ 108 ]         |
| 2013                                                              | Swift                                                               | Melhor Artista                                                                         | Venceu       | [ 109 ]         |
| 2013                                                              | Swift                                                               | Melhor Cantora                                                                         | Venceu       | [ 109 ]         |
| 2013                                                              | Swift                                                               | Melhor Artista da Billboard 200                                                        | Venceu       | [ 109 ]         |
| 2013                                                              | Swift                                                               | Melhor Artista da Hot 100                                                              | Indicado     | [ 109 ]         |
| 2013                                                              | Swift                                                               | Prêmio Billboard Milestone                                                             | Indicado     | [ 109 ]         |
| 2013                                                              | Swift                                                               | Melhor Artista de Country                                                              | Venceu       | [ 109 ]         |
| 2013                                                              | Swift                                                               | Melhor Artista Social                                                                  | Indicado     | [ 109 ]         |
| 2013                                                              | Swift                                                               | Artista com Mais Canções Vendidas                                                      | Venceu       | [ 109 ]         |
| 2013                                                              | Red                                                                 | Melhor Álbum da Billboard 200                                                          | Venceu       | [ 109 ]         |
| 2013                                                              | Red                                                                 | Melhor Álbum de Country                                                                | Venceu       | [ 109 ]         |
| 2013                                                              | "We Are Never Ever Getting Back Together"                           | Melhor Canção de Streaming — Videoclipe                                                | Indicado     | [ 109 ]         |
| 2013                                                              | "We Are Never Ever Getting Back Together"                           | Melhor Canção de Country                                                               | Venceu       | [ 109 ]         |
| 2014                                                              | Swift                                                               | Melhor Artista Social                                                                  | Indicado     | [ 110 ]         |
| 2014                                                              | Swift                                                               | Melhor Artista de Country                                                              | Indicado     | [ 110 ]         |
| 2015                                                              | Swift                                                               | Melhor Artista                                                                         | Venceu       | [ 111 ]         |
| 2015                                                              | Swift                                                               | Melhor Cantora                                                                         | Venceu       | [ 111 ]         |
| 2015                                                              | Swift                                                               | Melhor Artista da Billboard 200                                                        | Venceu       | [ 111 ]         |
| 2015                                                              | Swift                                                               | Melhor Artista da Hot 100                                                              | Venceu       | [ 111 ]         |
| 2015                                                              | Swift                                                               | Melhor Artista das Rádios                                                              | Indicado     | [ 111 ]         |
| 2015                                                              | Swift                                                               | Artista com Mais Canções Vendidas                                                      | Venceu       | [ 111 ]         |
| 2015                                                              | Swift                                                               | Melhor Artista de Streaming                                                            | Indicado     | [ 111 ]         |
| 2015                                                              | Swift                                                               | Melhor Artista Social                                                                  | Indicado     | [ 111 ]         |
| 2015                                                              | Swift                                                               | Prêmio Billboard Chart Achievement                                                     | Venceu       | [ 111 ]         |
| 2015                                                              | 1989                                                                | Melhor Álbum da Billboard 200                                                          | Venceu       | [ 111 ]         |
| 2015                                                              | "Shake It Off"                                                      | Melhor Canção da Hot 100                                                               | Indicado     | [ 111 ]         |
| 2015                                                              | "Shake It Off"                                                      | Canção Mais Vendida                                                                    | Indicado     | [ 111 ]         |
| 2015                                                              | "Shake It Off"                                                      | Melhor Canção de Streaming — Videoclipe                                                | Venceu       | [ 111 ]         |
| 2015                                                              | "Blank Space"                                                       | Melhor Canção de Streaming — Videoclipe                                                | Indicado     | [ 111 ]         |
| 2016                                                              | Swift                                                               | Melhor Artista                                                                         | Indicado     | [ 112 ] [ 113 ] |
| 2016                                                              | Swift                                                               | Melhor Cantora                                                                         | Indicado     | [ 112 ] [ 113 ] |
| 2016                                                              | Swift                                                               | Melhor Artista da Billboard 200                                                        | Indicado     | [ 112 ] [ 113 ] |
| 2016                                                              | Swift                                                               | Melhor Artista da Hot 100                                                              | Indicado     | [ 112 ] [ 113 ] |
| 2016                                                              | Swift                                                               | Melhor Artista das Rádios                                                              | Indicado     | [ 112 ] [ 113 ] |
| 2016                                                              | Swift                                                               | Melhor Artista Social                                                                  | Indicado     | [ 112 ] [ 113 ] |
| 2016                                                              | Swift                                                               | Melhor Artista em Turnê                                                                | Venceu       | [ 112 ] [ 113 ] |
| 2016                                                              | 1989                                                                | Melhor Álbum da Billboard 200                                                          | Indicado     | [ 112 ] [ 113 ] |
| 2018                                                              | Swift                                                               | Melhor Artista                                                                         | Indicado     | [ 114 ]         |
| 2018                                                              | Swift                                                               | Melhor Cantora                                                                         | Venceu       | [ 114 ]         |
| 2018                                                              | Swift                                                               | Melhor Artista da Billboard 200                                                        | Indicado     | [ 114 ]         |
| 2018                                                              | Reputation                                                          | Melhor Álbum da Billboard 200                                                          | Indicado     | [ 114 ]         |
| 2018                                                              | Reputation                                                          | Álbum Mais Vendido                                                                     | Venceu       | [ 114 ]         |
| 2019                                                              | Swift                                                               | Melhor Cantora                                                                         | Indicado     | [ 115 ]         |
| 2019                                                              | Swift                                                               | Melhor Artista em Turnê                                                                | Indicado     | [ 115 ]         |
| 2020                                                              | Swift                                                               | Melhor Artista                                                                         | Indicado     | [ 116 ]         |
| 2020                                                              | Swift                                                               | Melhor Cantora                                                                         | Indicado     | [ 116 ]         |
| 2020                                                              | Swift                                                               | Melhor Artista da Billboard 200                                                        | Indicado     | [ 116 ]         |
| 2020                                                              | Swift                                                               | Artista com Mais Canções Vendidas                                                      | Indicado     | [ 116 ]         |
| 2020                                                              | Swift                                                               | Prêmio Billboard Chart Achievement                                                     | Indicado     | [ 116 ]         |
| 2020                                                              | Lover                                                               | Melhor Álbum da Billboard 200                                                          | Indicado     | [ 116 ]         |
| 2021                                                              | Folklore                                                            | Melhor Álbum da Billboard 200                                                          | Indicado     | [ 117 ]         |
| 2021                                                              | Swift                                                               | Melhor Artista da Billboard 200                                                        | Venceu       | [ 117 ]         |
| 2021                                                              | Swift                                                               | Melhor Cantora                                                                         | Venceu       | [ 117 ]         |
| 2021                                                              | Swift                                                               | Melhor Artista                                                                         | Indicado     | [ 117 ]         |
| 2022                                                              | Swift                                                               | Melhor Cantora                                                                         | Indicado     | [ 118 ]         |
| 2022                                                              | Swift                                                               | Melhor Artista                                                                         | Indicado     | [ 118 ]         |
| 2022                                                              | Swift                                                               | Melhor Artista da Billboard 200                                                        | Venceu       | [ 118 ]         |
| 2022                                                              | Swift                                                               | Melhor Artista de Country                                                              | Venceu       | [ 118 ]         |
| 2022                                                              | Swift                                                               | Melhor Cantora de Country                                                              | Venceu       | [ 118 ]         |
| 2022                                                              | Fearless (Taylor's Version)                                         | Melhor Álbum de Country                                                                | Indicado     | [ 118 ]         |
| 2022                                                              | Red (Taylor's Version)                                              | Melhor Álbum de Country                                                                | Venceu       | [ 118 ]         |
| 2023                                                              | Swift                                                               | Melhor Artista                                                                         | Venceu       | [ 119 ]         |
| 2023                                                              | Swift                                                               | Melhor Cantora                                                                         | Venceu       | [ 119 ]         |
| 2023                                                              | Swift                                                               | Melhor Artista da Billboard 200                                                        | Venceu       | [ 119 ]         |
| 2023                                                              | Swift                                                               | Melhor Artista da Hot 100                                                              | Indicado     | [ 119 ]         |
| 2023                                                              | Swift                                                               | Melhor Artista de Country                                                              | Indicado     | [ 119 ]         |
| 2023                                                              | Swift                                                               | Melhor Cantora de Country                                                              | Venceu       | [ 119 ]         |
| 2023                                                              | Swift                                                               | Melhor Artista das Rádios                                                              | Venceu       | [ 119 ]         |
| 2023                                                              | Swift                                                               | Melhor Artista de Streaming                                                            | Indicado     | [ 119 ]         |
| 2023                                                              | Swift                                                               | Artista com Mais Canções Vendidas                                                      | Venceu       | [ 119 ]         |
| 2023                                                              | Swift                                                               | Melhor Produtor(a) da Hot 100                                                          | Indicado     | [ 119 ]         |
| 2023                                                              | Swift                                                               | Melhor Compositor(a) da Hot 100                                                        | Venceu       | [ 119 ]         |
| 2023                                                              | Swift                                                               | Melhor Artista Global da Billboard 200                                                 | Venceu       | [ 119 ]         |
| 2023                                                              | Swift                                                               | Melhor Artista Global da Billboard (Excl. EUA)                                         | Venceu       | [ 119 ]         |
| 2023                                                              | "Anti-Hero"                                                         | Melhor Canção da Hot 100                                                               | Indicado     | [ 119 ]         |
| 2023                                                              | "Anti-Hero"                                                         | Melhor Canção das Rádios                                                               | Indicado     | [ 119 ]         |
| 2023                                                              | "Anti-Hero"                                                         | Melhor Canção de Streaming                                                             | Indicado     | [ 119 ]         |
| 2023                                                              | "Anti-Hero"                                                         | Canção Mais Vendida                                                                    | Venceu       | [ 119 ]         |
| 2023                                                              | "Anti-Hero"                                                         | Melhor Canção Global da Billboard 200                                                  | Indicado     | [ 119 ]         |
| 2023                                                              | Midnights                                                           | Melhor Álbum da Billboard 200                                                          | Indicado     | [ 119 ]         |
| 2023                                                              | Speak Now (Taylor's Version)                                        | Melhor Álbum de Country                                                                | Indicado     | [ 119 ]         |
| Billboard Live Music (Touring) Awards                             |                                                                     |                                                                                        |              |                 |
| 2010                                                              | Fearless Tour                                                       | Melhor Atração                                                                         | Venceu       | [ 120 ]         |
| 2010                                                              | Swift                                                               | Prêmio Eventful Fans' Choice                                                           | Indicado     | [ 121 ]         |
| 2011                                                              | Speak Now World Tour                                                | Melhor Divulgação                                                                      | Venceu       | [ 122 ]         |
| 2011                                                              | Speak Now World Tour                                                | Melhor Atração                                                                         | Indicado     | [ 122 ]         |
| 2011                                                              | Speak Now World Tour                                                | Prêmio Eventful Fans' Choice                                                           | Indicado     | [ 122 ]         |
| 2012                                                              | Swift                                                               | Melhor Atração                                                                         | Indicado     | [ 123 ]         |
| 2012                                                              | Swift                                                               | Prêmio Eventful Fans' Choice                                                           | Indicado     | [ 123 ]         |
| 2013                                                              | The Red Tour                                                        | Melhor Atração                                                                         | Venceu       | [ 124 ]         |
| 2013                                                              | The Red Tour                                                        | Melhor Divulgação                                                                      | Indicado     | [ 124 ]         |
| 2013                                                              | Swift                                                               | Prêmio Eventful Fans' Choice                                                           | Indicado     | [ 124 ]         |
| 2015                                                              | The 1989 World Tour                                                 | Melhor Turnê                                                                           | Indicado     | [ 125 ]         |
| 2015                                                              | Swift                                                               | Melhor Artista                                                                         | Indicado     | [ 125 ]         |
| 2018                                                              | Reputation Stadium Tour                                             | Melhor Turnê                                                                           | Indicado     | [ 126 ]         |
| 2018                                                              | Reputation Stadium Tour                                             | Melhor Turnê nos Estados Unidos                                                        | Venceu       | [ 126 ]         |
| 2018                                                              | Reputation Stadium Tour: MetLife Stadium (20 a 22 de julho de 2018) | Maior Arrecadação                                                                      | Indicado     | [ 126 ]         |
| 2018                                                              | Swift                                                               | Melhor Artista                                                                         | Indicado     | [ 126 ]         |
| 2019                                                              | Swift x FujiFilm Activation para a Reputation Stadium Tour          | Melhor Divulgação                                                                      | Indicado     | [ 127 ]         |
| Billboard Women in Music                                          |                                                                     |                                                                                        |              |                 |
| 2011                                                              | Swift                                                               | Mulher do Ano §                                                                        | Venceu       | [ 128 ]         |
| 2014                                                              | Swift                                                               | Mulher do Ano §                                                                        | Venceu       | [ 129 ]         |
| 2019                                                              | Swift                                                               | Mulher da Década §                                                                     | Venceu       | [ 130 ]         |
| Billboard Year-End Awards                                         |                                                                     |                                                                                        |              |                 |
| 2009                                                              | Swift                                                               | Cantora do Ano                                                                         | Venceu       | [ 131 ]         |
| BMI Country Awards                                                |                                                                     |                                                                                        |              |                 |
| 2007                                                              | "Tim McGraw"                                                        | Canção Popular                                                                         | Venceu       | [ 132 ]         |
| 2008                                                              | "Our Song"                                                          | Canção Popular                                                                         | Venceu       | [ 133 ]         |
| 2008                                                              | "Teardrops on My Guitar"                                            | Canção Popular                                                                         | Venceu       | [ 133 ]         |
| 2008                                                              | "Teardrops on My Guitar"                                            | Canção do Ano                                                                          | Venceu       | [ 133 ]         |
| 2009                                                              | "Love Story"                                                        | Canção do Ano                                                                          | Venceu       | [ 134 ]         |
| 2009                                                              | "Love Story"                                                        | Canção Popular                                                                         | Venceu       | [ 134 ]         |
| 2009                                                              | "Picture to Burn"                                                   | Canção Popular                                                                         | Venceu       | [ 134 ]         |
| 2009                                                              | "Should've Said No"                                                 | Canção Popular                                                                         | Venceu       | [ 134 ]         |
| 2010                                                              | Swift                                                               | Compositora do Ano                                                                     | Venceu       | [ 135 ]         |
| 2010                                                              | "You Belong with Me"                                                | Canção do Ano                                                                          | Venceu       | [ 135 ]         |
| 2010                                                              | "Fifteen"                                                           | Canção Popular                                                                         | Venceu       | [ 135 ]         |
| 2010                                                              | "Best Days of Your Life" (com Kellie Pickler)                       | Canção Popular                                                                         | Venceu       | [ 135 ]         |
| 2010                                                              | "White Horse"                                                       | Canção Popular                                                                         | Venceu       | [ 135 ]         |
| 2010                                                              | "You Belong with Me"                                                | Canção Popular                                                                         | Venceu       | [ 135 ]         |
| 2011                                                              | "Back to December"                                                  | Canção Popular                                                                         | Venceu       | [ 136 ]         |
| 2011                                                              | "Fearless"                                                          | Canção Popular                                                                         | Venceu       | [ 136 ]         |
| 2011                                                              | "Mine"                                                              | Canção Popular                                                                         | Venceu       | [ 136 ]         |
| 2012                                                              | "Mean"                                                              | As 50 Melhores Canções                                                                 | Venceu       | [ 137 ]         |
| 2012                                                              | "Sparks Fly"                                                        | As 50 Melhores Canções                                                                 | Venceu       | [ 137 ]         |
| 2013                                                              | "Begin Again"                                                       | As 50 Melhores Canções                                                                 | Venceu       | [ 138 ]         |
| 2013                                                              | "Ours"                                                              | As 50 Melhores Canções                                                                 | Venceu       | [ 138 ]         |
| 2014                                                              | "Highway Don't Care" (com Tim McGraw)                               | As 50 Melhores Canções                                                                 | Venceu       | [ 139 ]         |
| 2014                                                              | "Red"                                                               | As 50 Melhores Canções                                                                 | Venceu       | [ 139 ]         |
| 2017                                                              | "Better Man"                                                        | As 50 Melhores Canções                                                                 | Venceu       | [ 140 ]         |
| 2019                                                              | "Babe" (com Sugarland)                                              | As 50 Melhores Canções                                                                 | Venceu       | [ 141 ]         |
| BMI London Awards                                                 |                                                                     |                                                                                        |              |                 |
| 2014                                                              | "Everything Has Changed" (com a part. de Ed Sheeran)                | Canção Popular                                                                         | Venceu       | [ 142 ]         |
| 2018                                                              | "Look What You Made Me Do"                                          | Pop Award                                                                              | Venceu       | [ 143 ]         |
| 2019                                                              | "End Game" (com a part. de Ed Sheeran e Future)                     | Pop Award                                                                              | Venceu       | [ 144 ]         |
| 2021                                                              | "Betty"                                                             | Canção Popular                                                                         | Venceu       | [ 145 ]         |
| 2022                                                              | "Exile"                                                             | Canção Popular                                                                         | Venceu       | [ 146 ]         |
| BMI Pop Awards                                                    |                                                                     |                                                                                        |              |                 |
| 2009                                                              | Swift                                                               | Prêmio BMI President §                                                                 | Venceu       | [ 147 ]         |
| 2009                                                              | "Teardrops On My Guitar"                                            | Canção Popular                                                                         | Venceu       | [ 147 ]         |
| 2010                                                              | "Love Story"                                                        | Canção do Ano                                                                          | Venceu       | [ 148 ]         |
| 2010                                                              | "Love Story"                                                        | Canção Popular                                                                         | Venceu       | [ 148 ]         |
| 2010                                                              | "You Belong with Me"                                                | Canção Popular                                                                         | Venceu       | [ 148 ]         |
| 2011                                                              | "Two Is Better Than One" (com Boys Like Girls)                      | Canção Popular                                                                         | Venceu       | [ 149 ]         |
| 2011                                                              | "You Belong with Me"                                                | Canção Popular                                                                         | Venceu       | [ 149 ]         |
| 2012                                                              | "Mine"                                                              | Canção Popular                                                                         | Venceu       | [ 150 ]         |
| 2013                                                              | "We Are Never Ever Getting Back Together"                           | Canção Popular                                                                         | Venceu       | [ 151 ]         |
| 2014                                                              | "I Knew You Were Trouble"                                           | Canção Popular                                                                         | Venceu       | [ 152 ]         |
| 2015                                                              | Swift                                                               | Compositora do Ano                                                                     | Venceu       | [ 153 ]         |
| 2015                                                              | "22"                                                                | Canção Popular                                                                         | Venceu       | [ 153 ]         |
| 2015                                                              | "Everything Has Changed" (com a part. de Ed Sheeran)                | Canção Popular                                                                         | Venceu       | [ 153 ]         |
| 2015                                                              | "Shake It Off"                                                      | Canção Popular                                                                         | Venceu       | [ 153 ]         |
| 2016                                                              | Swift                                                               | Prêmio Taylor Swift §                                                                  | Venceu       | [ 154 ]         |
| 2016                                                              | Swift                                                               | Compositora do Ano                                                                     | Venceu       | [ 155 ]         |
| 2016                                                              | "Bad Blood" (com a part. de Kendrick Lamar)                         | Canção Popular                                                                         | Venceu       | [ 155 ]         |
| 2016                                                              | "Blank Space"                                                       | Canção Popular                                                                         | Venceu       | [ 155 ]         |
| 2016                                                              | "Style"                                                             | Canção Popular                                                                         | Venceu       | [ 155 ]         |
| 2016                                                              | "Wildest Dreams"                                                    | Canção Popular                                                                         | Venceu       | [ 155 ]         |
| 2017                                                              | "This Is What You Came For"                                         | Canção Popular                                                                         | Venceu       | [ 156 ]         |
| 2018                                                              | "I Don't Wanna Live Forever" (com Zayn)                             | Canção Popular                                                                         | Venceu       | [ 157 ]         |
| 2019                                                              | "Look What You Made Me Do"                                          | Canção Popular                                                                         | Venceu       | [ 158 ]         |
| 2019                                                              | "...Ready for It?"                                                  | Canção Popular                                                                         | Venceu       | [ 158 ]         |
| 2019                                                              | "End Game" (com a part. de Ed Sheeran e Future)                     | Canção Popular                                                                         | Venceu       | [ 158 ]         |
| 2019                                                              | "Delicate"                                                          | Canção Popular                                                                         | Venceu       | [ 158 ]         |
| 2019                                                              | Swift                                                               | Compositora do Ano                                                                     | Venceu       | [ 158 ]         |
| 2020                                                              | "Me!" (com a part. de Brendon Urie)                                 | Canção Popular                                                                         | Venceu       | [ 159 ]         |
| 2020                                                              | "You Need to Calm Down"                                             | Canção Popular                                                                         | Venceu       | [ 159 ]         |
| 2021                                                              | "Lover"                                                             | Canção Popular                                                                         | Venceu       | [ 160 ]         |
| 2021                                                              | "The Man"                                                           | Canção Popular                                                                         | Venceu       | [ 160 ]         |
| 2022                                                              | "Cardigan"                                                          | Canções Mais Tocadas do Ano                                                            | Venceu       | [ 161 ]         |
| 2022                                                              | "Willow"                                                            | Canções Mais Tocadas do Ano                                                            | Venceu       | [ 161 ]         |
| 2022                                                              | "Deja Vu"                                                           | Canções Mais Tocadas do Ano                                                            | Venceu       | [ 161 ]         |
| Bravo Otto                                                        |                                                                     |                                                                                        |              |                 |
| 2012                                                              | Swift                                                               | Melhor Cantora                                                                         | Bronze       | [ 162 ]         |
| 2013                                                              | Swift e Selena Gomez                                                | Melhores Amigas                                                                        | Ouro         | [ 163 ]         |
| 2019                                                              | Swift                                                               | Melhor Cantora Internacional                                                           | Indicado     | [ 164 ]         |
| 2020                                                              | Swift                                                               | Melhor Cantora Internacional                                                           | Indicado     | [ 165 ]         |
| 2022                                                              | Swift                                                               | Melhor Cantora Internacional                                                           | Bronze       | [ 166 ]         |
| BreakTudo Awards                                                  |                                                                     |                                                                                        |              |                 |
| 2017                                                              | Swift                                                               | Melhor Artista Feminina Internacional                                                  | Venceu       | [ 167 ]         |
| 2017                                                              | "Look What You Made Me Do"                                          | Melhor Clipe                                                                           | Indicado     | [ 167 ]         |
| 2018                                                              | "Delicate"                                                          | Clipe do Ano                                                                           | Indicado     | [ 168 ]         |
| 2018                                                              | Swift                                                               | Artista Feminina Internacional                                                         | Indicado     | [ 168 ]         |
| 2018                                                              | Reputation                                                          | Álbum do Ano                                                                           | Indicado     | [ 168 ]         |
| 2018                                                              | Reputation Stadium Tour                                             | Turnê do Verão                                                                         | Indicado     | [ 168 ]         |
| 2019                                                              | Swift                                                               | Artista Feminina Internacional                                                         | Indicado     | [ 169 ]         |
| 2019                                                              | "You Need to Calm Down"                                             | Clipe Internacional do Ano                                                             | Indicado     | [ 169 ]         |
| 2019                                                              | "Me!" (com a part. de Brendon Urie)                                 | Clipe Boom do Ano                                                                      | Indicado     | [ 169 ]         |
| 2020                                                              | Swift                                                               | Artista Feminina Internacional                                                         | Indicado     | [ 170 ]         |
| 2020                                                              | Folklore                                                            | Álbum do Ano                                                                           | Indicado     | [ 170 ]         |
| 2021                                                              | "Swifties"                                                          | Fandom Internacional                                                                   | Indicado     | [ 171 ]         |
| 2021                                                              | Swift                                                               | Artista Feminina Internacional                                                         | Indicado     | [ 171 ]         |
| 2022                                                              | Swift                                                               | Artista Feminina Internacional                                                         | Indicado     | [ 172 ]         |
| 2022                                                              | All Too Well: The Short Film                                        | Clipe Internacional do Ano                                                             | Indicado     | [ 172 ]         |
| 2023                                                              | Swift                                                               | Artista Feminina Internacional                                                         | Venceu       | [ 173 ]         |
| 2023                                                              | "Anti-Hero"                                                         | Hit Internacional                                                                      | Indicado     | [ 173 ]         |
| Brit Awards                                                       |                                                                     |                                                                                        |              |                 |
| 2010                                                              | Swift                                                               | Revelação Internacional                                                                | Indicado     | [ 174 ]         |
| 2013                                                              | Swift                                                               | Melhor Cantora Internacional                                                           | Indicado     | [ 175 ]         |
| 2015                                                              | Swift                                                               | Melhor Cantora Internacional                                                           | Venceu       | [ 176 ]         |
| 2018                                                              | Swift                                                               | Melhor Cantora Internacional                                                           | Indicado     | [ 177 ]         |
| 2018                                                              | "I Don't Wanna Live Forever" (com Zayn)                             | Videoclipe Britânico do Ano                                                            | Indicado     | [ 177 ]         |
| 2021                                                              | Swift                                                               | Melhor Cantora Internacional                                                           | Indicado     | [ 178 ]         |
| 2021                                                              | Swift                                                               | Prêmio Ícone Global §                                                                  | Venceu       | [ 179 ]         |
| 2022                                                              | Swift                                                               | Artista Internacional do Ano                                                           | Indicado     | [ 180 ]         |
| 2023                                                              | Swift                                                               | Artista Internacional do Ano                                                           | Indicado     | [ 181 ]         |
| 2023                                                              | "Anti-Hero"                                                         | Canção Internacional do Ano                                                            | Indicado     | [ 181 ]         |
| 2024                                                              | Swift                                                               | Artista Internacional do Ano                                                           | Pendente     | [ 182 ]         |
| Bristish Country Music Awards                                     |                                                                     |                                                                                        |              |                 |
| 2013                                                              | "Highway Don't Care" (com Tim McGraw e Keith Urban)                 | Canção Internacional do Ano                                                            | Venceu       | [ 183 ]         |
| British LGBT Awards                                               |                                                                     |                                                                                        |              |                 |
| 2020                                                              | Swift                                                               | Celebridade Aliada                                                                     | Indicado     | [ 184 ]         |
| BuzzAngle Music Awards                                            |                                                                     |                                                                                        |              |                 |
| 2017                                                              | Reputation                                                          | Álbum Físico Mais Vendido                                                              | Venceu       | [ 185 ]         |
| 2017                                                              | Reputation                                                          | Álbum Digital Mais Vendido                                                             | Venceu       | [ 185 ]         |
| 2017                                                              | Reputation                                                          | Melhor Álbum — Indie                                                                   | Venceu       | [ 185 ]         |
| 2017                                                              | Swift                                                               | Artista com Maiores Vendas                                                             | Venceu       | [ 185 ]         |
| 2017                                                              | Swift                                                               | Melhor Artista — Indie                                                                 | Venceu       | [ 185 ]         |
| 2019                                                              | Lover                                                               | Principais Álbuns por Vendas                                                           | Venceu       | [ 186 ]         |
| 2019                                                              | Lover                                                               | Álbum Digital Mais Vendido                                                             | Venceu       | [ 186 ]         |
| Camerimage International Film Festival                            |                                                                     |                                                                                        |              |                 |
| 2020                                                              | "Lover"                                                             | Melhor Videoclipe                                                                      | Indicado     | [ 187 ]         |
| 2020                                                              | "Lover"                                                             | Melhor Cinematografia — Videoclipe                                                     | Indicado     | [ 187 ]         |
| Canadian Country Music Association                                |                                                                     |                                                                                        |              |                 |
| 2009                                                              | Fearless                                                            | Álbum Mais Vendido                                                                     | Venceu       | [ 188 ]         |
| 2010                                                              | Fearless                                                            | Álbum Mais Vendido                                                                     | Venceu       | [ 188 ]         |
| 2011                                                              | Speak Now                                                           | Álbum Mais Vendido                                                                     | Venceu       | [ 188 ]         |
| 2012                                                              | Swift                                                               | Prêmio da Geração §                                                                    | Venceu       | [ 189 ]         |
| 2013                                                              | Red                                                                 | Álbum Mais Vendido                                                                     | Venceu       | [ 188 ]         |
| Canadian Fragrance Awards                                         |                                                                     |                                                                                        |              |                 |
| 2012                                                              | Wonderstruck                                                        | Melhor Lançamento no Mercado                                                           | Venceu       | [ 190 ]         |
| Capricho Awards                                                   |                                                                     |                                                                                        |              |                 |
| 2010                                                              | Swift                                                               | Cantora Internacional                                                                  | Indicado     | [ 191 ]         |
| 2011                                                              | Swift                                                               | Cantora Internacional                                                                  | Indicado     | [ 192 ]         |
| 2011                                                              | "The Story of Us"                                                   | Clipe Internacional                                                                    | Indicado     | [ 192 ]         |
| 2012                                                              | Swift                                                               | Cantora Internacional                                                                  | Indicado     | [ 193 ]         |
| 2012                                                              | "We Are Never Ever Getting Back Together"                           | Clipe Internacional                                                                    | Indicado     | [ 193 ]         |
| 2013                                                              | "22"                                                                | Melhor Clipe da Taylor                                                                 | Venceu       | [ 194 ]         |
| 2013                                                              | "Begin Again"                                                       | Melhor Clipe da Taylor                                                                 | Indicado     | [ 194 ]         |
| 2013                                                              | "Everything Has Changed" (com a part. de Ed Sheeran)                | Melhor Clipe da Taylor                                                                 | Indicado     | [ 194 ]         |
| 2013                                                              | "I Knew You Were Trouble"                                           | Melhor Clipe da Taylor                                                                 | Indicado     | [ 194 ]         |
| 2013                                                              | "Red"                                                               | Melhor Clipe da Taylor                                                                 | Indicado     | [ 194 ]         |
| 2013                                                              | Taylor x Harry                                                      | Bafo do Ano                                                                            | Indicado     | [ 194 ]         |
| 2014                                                              | "Shake It Off"                                                      | Clipe Internacional                                                                    | Indicado     | [ 195 ]         |
| 2015                                                              | Swift                                                               | Cantora Internacional                                                                  | Indicado     | [ 196 ]         |
| 2015                                                              | "Bad Blood" (com a part. de Kendrick Lamar)                         | Clipe Internacional                                                                    | Indicado     | [ 196 ]         |
| 2015                                                              | Swift e Calvin Harris                                               | Casal Real de 2015                                                                     | Venceu       | [ 196 ]         |
| 2015                                                              | Treta da Nicki Minaj com a Taylor Swift                             | Bafo do Ano                                                                            | Indicado     | [ 196 ]         |
| 2017                                                              | Swift                                                               | Artista Internacional — Música                                                         | Indicado     | [ 197 ]         |
| 2017                                                              | "Look What You Made Me Do"                                          | Clipe Internacional                                                                    | Indicado     | [ 197 ]         |
| 2020                                                              | Swift                                                               | Fandom de 2020                                                                         | Indicado     | [ 198 ]         |
| 2020                                                              | Swift                                                               | Artista Internacional — Música                                                         | Indicado     | [ 199 ]         |
| 2022                                                              | Swift                                                               | Artista Internacional — Música                                                         | Venceu       | [ 200 ]         |
| 2022                                                              | "Anti-Hero"                                                         | Hit do Ano — Internacional                                                             | Venceu       | [ 200 ]         |
| 2022                                                              | Midnights                                                           | Álbum do Ano                                                                           | Indicado     | [ 200 ]         |
| CD Shop Awards                                                    |                                                                     |                                                                                        |              |                 |
| 2020                                                              | Lover                                                               | Prêmio de Criatividade                                                                 | Venceu       | [ 201 ]         |
| Channel V Thailand Music Video Awards                             |                                                                     |                                                                                        |              |                 |
| 2009                                                              | Swift                                                               | Nova Artista Popular                                                                   | Venceu       | [ 202 ]         |
| Clio Awards                                                       |                                                                     |                                                                                        |              |                 |
| 2016                                                              | "Taylor vs. Treadmill" para Apple                                   | Melhor Comercial                                                                       | Venceu       | [ 203 ]         |
| 2016                                                              | "Taylor vs. Treadmill" para Apple                                   | Melhor Comercial — Entre 30 e 60 segundos                                              | Venceu       | [ 204 ]         |
| Country Music Association Awards                                  |                                                                     |                                                                                        |              |                 |
| 2007                                                              | Swift                                                               | Prêmio Horizon                                                                         | Venceu       | [ 205 ]         |
| 2008                                                              | Swift                                                               | Cantora do Ano                                                                         | Indicado     | [ 205 ]         |
| 2009                                                              | Swift                                                               | Artista do Ano                                                                         | Venceu       | [ 205 ]         |
| 2009                                                              | Swift                                                               | Cantora do Ano                                                                         | Venceu       | [ 205 ]         |
| 2009                                                              | Swift                                                               | Prêmio de Melhor Artista Internacional §                                               | Venceu       | [ 206 ]         |
| 2009                                                              | Fearless                                                            | Álbum do Ano                                                                           | Venceu       | [ 205 ]         |
| 2009                                                              | "Love Story"                                                        | Videoclipe do Ano                                                                      | Venceu       | [ 205 ]         |
| 2010                                                              | Swift                                                               | Cantora do Ano                                                                         | Indicado     | [ 205 ]         |
| 2011                                                              | Swift                                                               | Artista do Ano                                                                         | Venceu       | [ 205 ]         |
| 2011                                                              | Swift                                                               | Cantora do Ano                                                                         | Indicado     | [ 205 ]         |
| 2011                                                              | Speak Now                                                           | Álbum do Ano                                                                           | Indicado     | [ 205 ]         |
| 2011                                                              | "Mean"                                                              | Canção do Ano                                                                          | Indicado     | [ 205 ]         |
| 2011                                                              | "Mean"                                                              | Videoclipe do Ano                                                                      | Indicado     | [ 205 ]         |
| 2012                                                              | Swift                                                               | Artista do Ano                                                                         | Indicado     | [ 205 ]         |
| 2012                                                              | Swift                                                               | Cantora do Ano                                                                         | Indicado     | [ 205 ]         |
| 2012                                                              | "Safe & Sound" (com a part. de The Civil Wars)                      | Canção do Ano                                                                          | Indicado     | [ 205 ]         |
| 2013                                                              | Swift                                                               | Prêmio Pinnacle §                                                                      | Venceu       | [ 206 ] [ 207 ] |
| 2013                                                              | Swift                                                               | Prêmio de Melhor Artista Internacional §                                               | Venceu       | [ 206 ] [ 207 ] |
| 2013                                                              | Swift                                                               | Artista do Ano                                                                         | Indicado     | [ 205 ]         |
| 2013                                                              | Swift                                                               | Cantora do Ano                                                                         | Indicado     | [ 205 ]         |
| 2013                                                              | Red                                                                 | Álbum do Ano                                                                           | Indicado     | [ 205 ]         |
| 2013                                                              | "Highway Don't Care" (com Tim McGraw e Keith Urban)                 | Single do Ano                                                                          | Indicado     | [ 205 ]         |
| 2013                                                              | "Highway Don't Care" (com Tim McGraw e Keith Urban)                 | Canção do Ano                                                                          | Venceu       | [ 205 ]         |
| 2013                                                              | "Highway Don't Care" (com Tim McGraw e Keith Urban)                 | Videoclipe do Ano                                                                      | Venceu       | [ 205 ]         |
| 2014                                                              | Swift                                                               | Cantora do Ano                                                                         | Indicado     | [ 205 ]         |
| 2017                                                              | "Better Man"                                                        | Canção do Ano                                                                          | Venceu       | [ 208 ]         |
| 2018                                                              | "Babe" (com Sugarland)                                              | Videoclipe do Ano                                                                      | Indicado     | [ 209 ]         |
| 2022                                                              | "I Bet You Think About Me" (com a part. de Chris Stapleton)         | Videoclipe do Ano                                                                      | Indicado     | [ 210 ]         |
| Country Music Awards of Australia                                 |                                                                     |                                                                                        |              |                 |
| 2014                                                              | Red                                                                 | Álbum Internacional Mais Vendido                                                       | Venceu       | [ 211 ]         |
| CMC Music Awards                                                  |                                                                     |                                                                                        |              |                 |
| 2011                                                              | Swift                                                               | Artista Internacional do Ano                                                           | Venceu       | [ 212 ]         |
| 2014                                                              | Swift                                                               | Artista Internacional do Ano                                                           | Venceu       | [ 213 ]         |
| 2014                                                              | "Highway Don't Care" (com Tim McGraw)                               | Videoclipe Internacional do Ano                                                        | Venceu       | [ 213 ]         |
| CMT Artists of the Year                                           |                                                                     |                                                                                        |              |                 |
| 2010                                                              | Swift                                                               | Artista do Ano                                                                         | Venceu       | [ 214 ]         |
| 2011                                                              | Swift                                                               | Artista do Ano                                                                         | Venceu       | [ 215 ]         |
| CMT Music Awards                                                  |                                                                     |                                                                                        |              |                 |
| 2007                                                              | "Tim McGraw"                                                        | Videoclipe do Ano                                                                      | Venceu       | [ 216 ]         |
| 2008                                                              | "Our Song"                                                          | Videoclipe Feminino do Ano                                                             | Venceu       | [ 217 ]         |
| 2008                                                              | "Our Song"                                                          | Videoclipe do Ano                                                                      | Venceu       | [ 217 ]         |
| 2009                                                              | "Love Story"                                                        | Videoclipe do Ano                                                                      | Venceu       | [ 218 ]         |
| 2009                                                              | "Love Story"                                                        | Videoclipe Feminino do Ano                                                             | Venceu       | [ 218 ]         |
| 2009                                                              | "Photograph" (com Def Leppard)                                      | Melhor Videoclipe da Wide Open Country                                                 | Indicado     | [ 218 ]         |
| 2009                                                              | "Photograph" (com Def Leppard)                                      | Melhor Apresentação no CMT do Ano                                                      | Indicado     | [ 218 ]         |
| 2010                                                              | "You Belong with Me"                                                | Videoclipe do Ano                                                                      | Indicado     | [ 219 ]         |
| 2010                                                              | "You Belong with Me"                                                | Videoclipe Feminino do Ano                                                             | Indicado     | [ 219 ]         |
| 2010                                                              | "Best Days of Your Life" (com Kellie Pickler)                       | Videoclipe Colaborativo do Ano                                                         | Indicado     | [ 219 ]         |
| 2011                                                              | "Mine"                                                              | Videoclipe do Ano                                                                      | Venceu       | [ 220 ]         |
| 2011                                                              | "Mine"                                                              | Videoclipe Feminino do Ano                                                             | Indicado     | [ 220 ]         |
| 2011                                                              | "Mine"                                                              | Melhor Videoclipe da Internet                                                          | Indicado     | [ 220 ]         |
| 2012                                                              | "Safe & Sound" (com a part. de The Civil Wars)                      | Videoclipe do Ano                                                                      | Indicado     | [ 221 ]         |
| 2012                                                              | "Safe & Sound" (com a part. de The Civil Wars)                      | Videoclipe Colaborativo do Ano                                                         | Indicado     | [ 221 ]         |
| 2012                                                              | "Ours"                                                              | Videoclipe Feminino do Ano                                                             | Indicado     | [ 221 ]         |
| 2013                                                              | "Begin Again"                                                       | Videoclipe Feminino do Ano                                                             | Indicado     | [ 222 ]         |
| 2013                                                              | "We Are Never Ever Getting Back Together"                           | Videoclipe do Ano                                                                      | Indicado     | [ 222 ]         |
| 2014                                                              | "Highway Don't Care" (com Tim McGraw e Keith Urban)                 | Videoclipe Colaborativo do Ano                                                         | Indicado     | [ 223 ]         |
| 2014                                                              | "Highway Don't Care" (com Tim McGraw e Keith Urban)                 | Videoclipe do Ano                                                                      | Indicado     | [ 223 ]         |
| 2014                                                              | "Red"                                                               | Videoclipe do Ano                                                                      | Indicado     | [ 223 ]         |
| 2014                                                              | "Red"                                                               | Videoclipe Feminino do Ano                                                             | Indicado     | [ 223 ]         |
| 2019                                                              | "Babe" (com Sugarland)                                              | Videoclipe do Ano por uma Dupla ou Grupo                                               | Indicado     | [ 224 ]         |
| 2019                                                              | "Babe" (com Sugarland)                                              | Videoclipe Colaborativo do Ano                                                         | Indicado     | [ 224 ]         |
| 2021                                                              | "The Best Day (Taylor's Version)"                                   | Videoclipe com Melhor Participação Familiar                                            | Venceu       | [ 225 ]         |
| 2022                                                              | "I Bet You Think About Me" (com a part. de Chris Stapleton)         | Videoclipe do Ano                                                                      | Indicado     | [ 226 ]         |
| 2022                                                              | "Love Story (Taylor's Version)"                                     | Canção Viral do Ano                                                                    | Venceu       | [ 226 ]         |
| Critics' Choice Documentary Awards                                |                                                                     |                                                                                        |              |                 |
| 2020                                                              | Miss Americana                                                      | Assunto Mais Atrativo em um Documentário                                               | Venceu       | [ 227 ]         |
| 2023                                                              | Taylor Swift: The Eras Tour                                         | Melhor Documentário Musical                                                            | Indicado     | [ 228 ]         |
| Critics' Choice Movie Awards                                      |                                                                     |                                                                                        |              |                 |
| 2023                                                              | "Carolina"                                                          | Melhor Canção                                                                          | Indicado     | [ 229 ]         |
| Dance Magazine Awards                                             |                                                                     |                                                                                        |              |                 |
| 2020                                                              | "Me!" (com a part. de Brendon Urie)                                 | Melhor Videoclipe                                                                      | Venceu       | [ 230 ]         |
| Danish Music Awards                                               |                                                                     |                                                                                        |              |                 |
| 2015                                                              | 1989                                                                | Álbum Internacional do Ano                                                             | Indicado     | [ 231 ]         |
| 2020                                                              | Folklore                                                            | Álbum Internacional do Ano                                                             | Venceu       | [ 232 ]         |
| Do Something Awards                                               |                                                                     |                                                                                        |              |                 |
| 2011                                                              | Swift                                                               | Do Something Concert                                                                   | Venceu       | [ 233 ]         |
| 2012                                                              | Swift                                                               | Do Something Music Artist                                                              | Indicado     | [ 234 ]         |
| 2012                                                              | Swift                                                               | Do Something Facebook                                                                  | Indicado     | [ 234 ]         |
| Echo Awards                                                       |                                                                     |                                                                                        |              |                 |
| 2015                                                              | 1989                                                                | Álbum Internacional do Ano                                                             | Indicado     | [ 235 ]         |
| 2018                                                              | Swift                                                               | Melhor Cantora Internacional de Pop ou Rock                                            | Indicado     | [ 236 ]         |
| Elle Style Awards                                                 |                                                                     |                                                                                        |              |                 |
| 2015                                                              | Swift                                                               | Mulher do Ano                                                                          | Venceu       | [ 237 ]         |
| FiFi Awards                                                       |                                                                     |                                                                                        |              |                 |
| 2012                                                              | Wonderstruck                                                        | Fragrância Feminina do Ano                                                             | Indicado     | [ 238 ]         |
| 2013                                                              | Wonderstruck Enchanted                                              | Melhor Fragrância de Celebridade                                                       | Venceu       | [ 239 ]         |
| 2015                                                              | Incredible Things                                                   | Fragrância Feminina do Ano                                                             | Venceu       | [ 240 ]         |
| GAFFA Awards (Dinamarca)                                          |                                                                     |                                                                                        |              |                 |
| 2021                                                              | Swift                                                               | Melhor Artista Internacional do Ano                                                    | Indicado     | [ 241 ]         |
| 2021                                                              | Folklore                                                            | Álbum Internacional do Ano                                                             | Indicado     | [ 241 ]         |
| GAFFA Awards (Suécia)                                             |                                                                     |                                                                                        |              |                 |
| 2021                                                              | Swift                                                               | Melhor Artista Internacional do Ano                                                    | Indicado     | [ 242 ]         |
| GLAAD Media Awards                                                |                                                                     |                                                                                        |              |                 |
| 2020                                                              | Swift                                                               | Prêmio Vanguarda §                                                                     | Venceu       | [ 243 ]         |
| Glamour Awards                                                    |                                                                     |                                                                                        |              |                 |
| 2014                                                              | Swift                                                               | Melhor Artista Internacional                                                           | Venceu       | [ 244 ]         |
| Global Awards                                                     |                                                                     |                                                                                        |              |                 |
| 2018                                                              | Swift                                                               | Melhor Cantora                                                                         | Indicado     | [ 245 ]         |
| 2020                                                              | Swift                                                               | Ativista do Ano                                                                        | Indicado     | [ 246 ]         |
| Gold Derby Music Awards                                           |                                                                     |                                                                                        |              |                 |
| 2021                                                              | Swift                                                               | Artista do Ano                                                                         | Venceu       | [ 247 ] [ 248 ] |
| 2021                                                              | Swift                                                               | Melhor Artista — Pop                                                                   | Venceu       | [ 247 ] [ 248 ] |
| 2021                                                              | Folklore                                                            | Álbum do Ano                                                                           | Venceu       | [ 247 ] [ 248 ] |
| 2021                                                              | "Cardigan"                                                          | Melhor Videoclipe                                                                      | Indicado     | [ 247 ] [ 248 ] |
| 2021                                                              | "Cardigan"                                                          | Canção do Ano                                                                          | Venceu       | [ 247 ] [ 248 ] |
| 2021                                                              | "Cardigan"                                                          | Gravação do Ano                                                                        | Venceu       | [ 247 ] [ 248 ] |
| 2022                                                              | Swift                                                               | Artista do Ano                                                                         | Venceu       | [ 249 ]         |
| 2022                                                              | Swift                                                               | Melhor Artista — Pop                                                                   | Venceu       | [ 249 ]         |
| 2022                                                              | Evermore                                                            | Álbum do Ano                                                                           | Indicado     | [ 249 ]         |
| 2022                                                              | Evermore                                                            | Melhor Álbum — Pop                                                                     | Venceu       | [ 249 ]         |
| 2022                                                              | "Willow"                                                            | Gravação do Ano                                                                        | Venceu       | [ 249 ]         |
| 2022                                                              | "Willow"                                                            | Canção do Ano                                                                          | Venceu       | [ 249 ]         |
| 2022                                                              | "Willow"                                                            | Melhor Videoclipe                                                                      | Venceu       | [ 249 ]         |
| 2023                                                              | All Too Well: The Short Film                                        | Melhor Videoclipe                                                                      | Venceu       | [ 250 ]         |
| 2023                                                              | Swift                                                               | Artista do Ano                                                                         | Venceu       | [ 250 ]         |
| 2023                                                              | Swift                                                               | Melhor Artista — Country                                                               | Venceu       | [ 250 ]         |
| 2023                                                              | Red (Taylor's Version)                                              | Álbum do Ano                                                                           | Indicado     | [ 250 ]         |
| 2023                                                              | Red (Taylor's Version)                                              | Melhor Álbum — Country                                                                 | Venceu       | [ 250 ]         |
| 2023                                                              | "All Too Well (10 Minute Version)"                                  | Gravação do Ano                                                                        | Venceu       | [ 250 ]         |
| 2023                                                              | "All Too Well (10 Minute Version)"                                  | Canção do Ano                                                                          | Venceu       | [ 250 ]         |
| 2023                                                              | "All Too Well (10 Minute Version)"                                  | Melhor Canção — Pop                                                                    | Venceu       | [ 250 ]         |
| 2023                                                              | "Carolina"                                                          | Melhor Canção — Country                                                                | Indicado     | [ 250 ]         |
| 2023                                                              | "I Bet You Think About Me" (com a part. de Chris Stapleton)         | Melhor Canção — Country                                                                | Venceu       | [ 250 ]         |
| 2023                                                              | "I Bet You Think About Me" (com a part. de Chris Stapleton)         | Melhor Colaboração                                                                     | Indicado     | [ 250 ]         |
| Golden Boot Awards                                                |                                                                     |                                                                                        |              |                 |
| 2019                                                              | "Babe" (com Sugarland)                                              | Videoclipe do Ano                                                                      | Indicado     | [ 251 ]         |
| 2019                                                              | "Babe" (com Sugarland)                                              | Colaboração do Ano                                                                     | Venceu       | [ 251 ]         |
| Gracie Awards                                                     |                                                                     |                                                                                        |              |                 |
| 2021                                                              | Folklore: The Long Pond Studio Sessions                             | Melhor Especial de Variedades                                                          | Venceu       | [ 252 ]         |
| Grand Remi Awards (WorldFest-Houston International Film Festival) |                                                                     |                                                                                        |              |                 |
| 2015                                                              | "Shake It Off"                                                      | Melhor Videoclipe                                                                      | Venceu       | [ 253 ]         |
| Guild of Music Supervisors Awards                                 |                                                                     |                                                                                        |              |                 |
| 2023                                                              | "Carolina"                                                          | Melhor Composição ou Gravação — Filme                                                  | Indicado     | [ 254 ]         |
| Hito Music Awards                                                 |                                                                     |                                                                                        |              |                 |
| 2009                                                              | "Love Story"                                                        | Melhor Canção Ocidental                                                                | Venceu       | [ 255 ]         |
| 2013                                                              | "We Are Never Ever Getting Back Together"                           | Melhor Canção Ocidental                                                                | Venceu       | [ 256 ]         |
| 2015                                                              | "Shake It Off"                                                      | Melhor Canção Ocidental                                                                | Venceu       | [ 257 ]         |
| 2016                                                              | "Bad Blood" (com a part. de Kendrick Lamar)                         | Melhor Canção Ocidental                                                                | Venceu       | [ 258 ]         |
| 2018                                                              | "Look What You Made Me Do"                                          | Melhor Canção Ocidental                                                                | Venceu       | [ 259 ]         |
| 2020                                                              | "Me!" (com a part. de Brendon Urie)                                 | Melhor Canção Ocidental                                                                | Venceu       | [ 260 ]         |
| Hollywood Critics Association Film Awards                         |                                                                     |                                                                                        |              |                 |
| 2023                                                              | All Too Well: The Short Film                                        | Melhor Curta-metragem                                                                  | Venceu       | [ 261 ]         |
| Hollywood Critics Association Midseason Awards                    |                                                                     |                                                                                        |              |                 |
| 2020                                                              | Miss Americana                                                      | Melhor Documentário                                                                    | Vice-campeão | [ 262 ]         |
| Hollywood Music in Media Awards                                   |                                                                     |                                                                                        |              |                 |
| 2022                                                              | "Carolina"                                                          | Melhor Canção Original em Longa-metragem                                               | Indicado     | [ 263 ]         |
| Huading Awards                                                    |                                                                     |                                                                                        |              |                 |
| 2020                                                              | "Beautiful Ghosts"                                                  | Melhor Canção Temática                                                                 | Indicado     | [ 264 ]         |
| IFPI Global Recording Artist of the Year                          |                                                                     |                                                                                        |              |                 |
| 2015                                                              | Swift                                                               | Artista do Ano de 2014                                                                 | Venceu       | [ 265 ]         |
| 2020                                                              | Swift                                                               | Artista do Ano de 2019                                                                 | Venceu       | [ 266 ]         |
| iHeartRadio Music Awards                                          |                                                                     |                                                                                        |              |                 |
| 2014                                                              | Swift                                                               | Melhores Fãs                                                                           | Indicado     | [ 267 ]         |
| 2014                                                              | "Highway Don't Care" (com Tim McGraw e Keith Urban)                 | Canção de Country do Ano                                                               | Indicado     | [ 267 ]         |
| 2015                                                              | Swift                                                               | Artista do Ano                                                                         | Venceu       | [ 268 ]         |
| 2015                                                              | Swift                                                               | Melhores Fãs                                                                           | Indicado     | [ 268 ]         |
| 2015                                                              | "Shake It Off"                                                      | Canção do Ano                                                                          | Venceu       | [ 268 ]         |
| 2015                                                              | "Blank Space"                                                       | Melhor Letra                                                                           | Venceu       | [ 268 ]         |
| 2016                                                              | Swift                                                               | Cantora do Ano                                                                         | Venceu       | [ 269 ]         |
| 2016                                                              | The 1989 World Tour                                                 | Melhor Turnê                                                                           | Venceu       | [ 269 ]         |
| 2016                                                              | Swift                                                               | Melhores Fãs                                                                           | Indicado     | [ 269 ]         |
| 2016                                                              | Swift                                                               | Meme Mais Icônico                                                                      | Venceu       | [ 269 ]         |
| 2016                                                              | "Blank Space"                                                       | Canção do Ano                                                                          | Indicado     | [ 269 ]         |
| 2016                                                              | "Bad Blood" (com a part. de Kendrick Lamar)                         | Melhor Colaboração                                                                     | Indicado     | [ 269 ]         |
| 2016                                                              | 1989                                                                | Álbum do Ano                                                                           | Venceu       | [ 269 ]         |
| 2018                                                              | Swift                                                               | Cantora do Ano                                                                         | Venceu       | [ 270 ]         |
| 2018                                                              | Swift                                                               | Melhores Fãs                                                                           | Indicado     | [ 270 ]         |
| 2018                                                              | "Look What You Made Me Do"                                          | Melhor Letra                                                                           | Indicado     | [ 270 ]         |
| 2018                                                              | "Look What You Made Me Do"                                          | Melhor Videoclipe                                                                      | Indicado     | [ 270 ]         |
| 2018                                                              | Olivia Benson                                                       | Bichinho de Estimação Mais Fofo                                                        | Indicado     | [ 270 ]         |
| 2018                                                              | "I Don't Wanna Live Forever" (com Zayn)                             | Prêmio Titanium                                                                        | Venceu       | [ 271 ]         |
| 2019                                                              | Reputation Stadium Tour                                             | Turnê do Ano                                                                           | Venceu       | [ 272 ]         |
| 2019                                                              | Swift                                                               | Melhores Fãs                                                                           | Indicado     | [ 273 ]         |
| 2019                                                              | "Delicate"                                                          | Melhor Videoclipe                                                                      | Venceu       | [ 273 ]         |
| 2019                                                              | "Delicate"                                                          | Prêmio Titanium                                                                        | Venceu       | [ 274 ]         |
| 2020                                                              | Lover                                                               | Álbum do Ano — Pop                                                                     | Venceu       | [ 275 ]         |
| 2020                                                              | Swift                                                               | Cantora do Ano                                                                         | Indicado     | [ 275 ]         |
| 2020                                                              | Swift                                                               | Melhores Fãs                                                                           | Indicado     | [ 275 ]         |
| 2020                                                              | "You Need to Calm Down"                                             | Melhor Letra                                                                           | Indicado     | [ 275 ]         |
| 2020                                                              | "Lover (Remix)" (com a part. Shawn Mendes)                          | Melhor Remix                                                                           | Indicado     | [ 275 ]         |
| 2020                                                              | "Me!" (com a part. de Brendon Urie)                                 | Melhor Videoclipe                                                                      | Indicado     | [ 275 ]         |
| 2020                                                              | "Can't Stop Loving You" (com Phil Collins)                          | Melhor Cover                                                                           | Indicado     | [ 275 ]         |
| 2021                                                              | Folklore                                                            | Álbum do Ano — Pop                                                                     | Venceu       | [ 276 ]         |
| 2021                                                              | Swift                                                               | Cantora do Ano                                                                         | Indicado     | [ 276 ]         |
| 2021                                                              | Swift                                                               | Melhores Fãs                                                                           | Indicado     | [ 276 ]         |
| 2021                                                              | "Cardigan"                                                          | Melhor Letra                                                                           | Indicado     | [ 276 ]         |
| 2022                                                              | "All Too Well (10 Minute Version)"                                  | Melhor Letra                                                                           | Venceu       | [ 277 ]         |
| 2022                                                              | Swift                                                               | Melhores Fãs                                                                           | Indicado     | [ 277 ]         |
| 2022                                                              | Swift                                                               | Cantora do Ano                                                                         | Indicado     | [ 277 ]         |
| 2023                                                              | Swift                                                               | Artista Inovador §                                                                     | Venceu       | [ 278 ]         |
| 2023                                                              | Swift                                                               | Artista do Ano                                                                         | Indicado     | [ 278 ]         |
| 2023                                                              | Swift                                                               | Melhores Fãs                                                                           | Indicado     | [ 278 ]         |
| 2023                                                              | Midnights                                                           | Álbum do Ano — Pop                                                                     | Venceu       | [ 278 ]         |
| 2023                                                              | "Anti-Hero"                                                         | Canção do Ano                                                                          | Venceu       | [ 278 ]         |
| 2023                                                              | "Anti-Hero"                                                         | Melhor Letra                                                                           | Venceu       | [ 278 ]         |
| 2023                                                              | "Anti-Hero"                                                         | Melhor Videoclipe                                                                      | Indicado     | [ 278 ]         |
| 2023                                                              | "Bejeweled"                                                         | Sucesso do TikTok do Ano                                                               | Venceu       | [ 278 ]         |
| 2023                                                              | "Question...?"                                                      | Uso Preferido de Sample                                                                | Venceu       | [ 278 ]         |
| Japan Gold Disc Awards                                            |                                                                     |                                                                                        |              |                 |
| 2015                                                              | 1989                                                                | Álbum do Ano — Ocidente                                                                | Venceu       | [ 279 ]         |
| 2015                                                              | 1989                                                                | Os Três Melhores Álbuns Ocidentais                                                     | Venceu       | [ 279 ]         |
| 2018                                                              | Reputation                                                          | Os Três Melhores Álbuns Ocidentais                                                     | Venceu       | [ 280 ]         |
| 2019                                                              | Lover                                                               | Os Três Melhores Álbuns Ocidentais                                                     | Venceu       | [ 281 ]         |
| 2019                                                              | Lover                                                               | Álbum do Ano — Ocidente                                                                | Venceu       | [ 281 ]         |
| 2021                                                              | Folklore                                                            | Os Três Melhores Álbuns Ocidentais                                                     | Venceu       | [ 282 ]         |
| Joox Indonesia Music Awards                                       |                                                                     |                                                                                        |              |                 |
| 2021                                                              | Swift                                                               | Artista Internacional do Ano                                                           | Venceu       | [ 283 ]         |
| Joox Thailand Music Awards                                        |                                                                     |                                                                                        |              |                 |
| 2018                                                              | Swift                                                               | Artista Internacional do Ano                                                           | Indicado     | [ 284 ]         |
| 2022                                                              | Swift                                                               | Melhor Artista Social do Ano                                                           | Indicado     | [ 285 ]         |
| 2022                                                              | "All Too Well (10 Minute Version)"                                  | Canção Internacional do Ano                                                            | Indicado     | [ 285 ]         |
| Juno Awards                                                       |                                                                     |                                                                                        |              |                 |
| 2010                                                              | Fearless                                                            | Álbum Internacional do Ano                                                             | Indicado     | [ 286 ]         |
| 2011                                                              | Speak Now                                                           | Álbum Internacional do Ano                                                             | Indicado     | [ 287 ]         |
| 2013                                                              | Red                                                                 | Álbum Internacional do Ano                                                             | Indicado     | [ 288 ]         |
| 2015                                                              | 1989                                                                | Álbum Internacional do Ano                                                             | Indicado     | [ 289 ]         |
| 2018                                                              | Reputation                                                          | Álbum Internacional do Ano                                                             | Indicado     | [ 290 ]         |
| 2021                                                              | Folklore                                                            | Álbum Internacional do Ano                                                             | Indicado     | [ 291 ]         |
| 2022                                                              | Evermore                                                            | Álbum Internacional do Ano                                                             | Indicado     | [ 292 ]         |
| 2023                                                              | Red (Taylor's Version)                                              | Álbum Internacional do Ano                                                             | Indicado     | [ 293 ]         |
| 2023                                                              | Midnights                                                           | Álbum Internacional do Ano                                                             | Indicado     | [ 293 ]         |
| Latino Entertainment Journalists Association Film Awards          |                                                                     |                                                                                        |              |                 |
| 2023                                                              | "Carolina"                                                          | Melhor Canção de Longa-metragem                                                        | Indicado     | [ 294 ]         |
| Los Premios 40 Principales                                        |                                                                     |                                                                                        |              |                 |
| 2012                                                              | Swift                                                               | Melhor Artista Internacional                                                           | Venceu       | [ 295 ]         |
| 2015                                                              | Swift                                                               | Melhor Artista Internacional                                                           | Indicado     | [ 296 ]         |
| 2015                                                              | "Shake It Off"                                                      | Melhor Videoclipe Internacional                                                        | Indicado     | [ 296 ]         |
| 2015                                                              | 1989                                                                | Melhor Álbum Internacional                                                             | Indicado     | [ 296 ]         |
| Meteor Music Awards                                               |                                                                     |                                                                                        |              |                 |
| 2010                                                              | Swift                                                               | Melhor Cantora Internacional                                                           | Indicado     | [ 297 ]         |
| Meus Prêmios Nick                                                 |                                                                     |                                                                                        |              |                 |
| 2021                                                              | "Willow"                                                            | Clipe do Ano                                                                           | Indicado     | [ 298 ]         |
| MTV Europe Music Awards                                           |                                                                     |                                                                                        |              |                 |
| 2009                                                              | Swift                                                               | Artista Revelação                                                                      | Indicado     | [ 299 ]         |
| 2012                                                              | Swift                                                               | Melhor Cantora                                                                         | Venceu       | [ 300 ]         |
| 2012                                                              | Speak Now World Tour                                                | Melhor Artista ao Vivo                                                                 | Venceu       | [ 300 ]         |
| 2012                                                              | Swift                                                               | Melhor Visual                                                                          | Venceu       | [ 300 ]         |
| 2012                                                              | Swift                                                               | Melhor Artista de Pop                                                                  | Indicado     | [ 300 ]         |
| 2012                                                              | Swift                                                               | Melhor World Stage                                                                     | Indicado     | [ 300 ]         |
| 2013                                                              | Swift                                                               | Melhor Cantora                                                                         | Indicado     | [ 301 ]         |
| 2013                                                              | The Red Tour                                                        | Melhor Artista ao Vivo                                                                 | Indicado     | [ 301 ]         |
| 2013                                                              | Swift                                                               | Melhor Cantora de Pop                                                                  | Indicado     | [ 301 ]         |
| 2014                                                              | Swift                                                               | Melhor Cantora                                                                         | Indicado     | [ 302 ]         |
| 2014                                                              | Swift                                                               | Melhor Visual                                                                          | Indicado     | [ 302 ]         |
| 2015                                                              | "Bad Blood" (com a part. de Kendrick Lamar)                         | Melhor Canção                                                                          | Venceu       | [ 303 ]         |
| 2015                                                              | "Bad Blood" (com a part. de Kendrick Lamar)                         | Melhor Videoclipe                                                                      | Indicado     | [ 303 ]         |
| 2015                                                              | "Bad Blood" (com a part. de Kendrick Lamar)                         | Melhor Colaboração                                                                     | Indicado     | [ 303 ]         |
| 2015                                                              | Swift                                                               | Melhor Cantora                                                                         | Indicado     | [ 303 ]         |
| 2015                                                              | Swift                                                               | Melhor Cantora de Pop                                                                  | Indicado     | [ 303 ]         |
| 2015                                                              | Swift                                                               | Melhor Artista ao Vivo                                                                 | Indicado     | [ 303 ]         |
| 2015                                                              | Swift                                                               | Artista com Maiores Fãs                                                                | Indicado     | [ 303 ]         |
| 2015                                                              | Swift                                                               | Melhor Visual                                                                          | Indicado     | [ 303 ]         |
| 2015                                                              | Swift                                                               | Melhor Artista Estadunidense                                                           | Venceu       | [ 303 ]         |
| 2015                                                              | Swift                                                               | Melhor Artista da América do Norte                                                     | Indicado     | [ 303 ]         |
| 2017                                                              | "Look What You Made Me Do"                                          | Melhor Videoclipe                                                                      | Indicado     | [ 304 ]         |
| 2017                                                              | Swift                                                               | Melhor Artista                                                                         | Indicado     | [ 304 ]         |
| 2017                                                              | Swift                                                               | Melhor Visual                                                                          | Indicado     | [ 304 ]         |
| 2017                                                              | Swift                                                               | Melhor Cantora de Pop                                                                  | Indicado     | [ 304 ]         |
| 2017                                                              | Swift                                                               | Artista com Maiores Fãs                                                                | Indicado     | [ 304 ]         |
| 2017                                                              | Swift                                                               | Melhor Artista Estadunidense                                                           | Indicado     | [ 304 ]         |
| 2018                                                              | Swift                                                               | Artista com Maiores Fãs                                                                | Indicado     | [ 305 ]         |
| 2019                                                              | Swift                                                               | Melhor Artista Estadunidense                                                           | Venceu       | [ 306 ]         |
| 2019                                                              | Swift                                                               | Melhor Artista                                                                         | Indicado     | [ 306 ]         |
| 2019                                                              | Swift                                                               | Artista com Maiores Fãs                                                                | Indicado     | [ 306 ]         |
| 2019                                                              | "Me!" (com a part. de Brendon Urie)                                 | Melhor Videoclipe                                                                      | Venceu       | [ 306 ]         |
| 2020                                                              | Swift                                                               | Melhor Artista Estadunidense                                                           | Indicado     | [ 307 ]         |
| 2020                                                              | Swift                                                               | Artista com Maiores Fãs                                                                | Indicado     | [ 307 ]         |
| 2020                                                              | "The Man"                                                           | Melhor Videoclipe                                                                      | Indicado     | [ 307 ]         |
| 2021                                                              | Swift                                                               | Melhor Artista Estadunidense                                                           | Venceu       | [ 308 ]         |
| 2021                                                              | Swift                                                               | Artista com Maiores Fãs                                                                | Indicado     | [ 308 ]         |
| 2021                                                              | "Willow"                                                            | Melhor Videoclipe                                                                      | Indicado     | [ 308 ]         |
| 2022                                                              | All Too Well: The Short Film                                        | Melhor Videoclipe                                                                      | Venceu       | [ 309 ]         |
| 2022                                                              | All Too Well: The Short Film                                        | Melhor Videoclipe de Longa Duração                                                     | Venceu       | [ 309 ]         |
| 2022                                                              | Swift                                                               | Melhor Artista                                                                         | Venceu       | [ 309 ]         |
| 2022                                                              | Swift                                                               | Melhor Cantora de Pop                                                                  | Venceu       | [ 309 ]         |
| 2022                                                              | Swift                                                               | Melhor Artista Estadunidense                                                           | Indicado     | [ 309 ]         |
| 2022                                                              | Swift                                                               | Artista com Maiores Fãs                                                                | Indicado     | [ 309 ]         |
| MTV Fandom Awards                                                 |                                                                     |                                                                                        |              |                 |
| 2015                                                              | "Swifties"                                                          | Fandom do Ano                                                                          | Indicado     | [ 310 ]         |
| MTV Video Music Awards                                            |                                                                     |                                                                                        |              |                 |
| 2008                                                              | Swift                                                               | Artista Revelação                                                                      | Indicado     | [ 311 ]         |
| 2009                                                              | "You Belong with Me"                                                | Melhor Videoclipe Feminino                                                             | Venceu       | [ 312 ]         |
| 2010                                                              | "Fifteen"                                                           | Melhor Videoclipe Feminino                                                             | Indicado     | [ 313 ]         |
| 2011                                                              | "Mean"                                                              | Melhor Videoclipe com Mensagem Social                                                  | Indicado     | [ 314 ]         |
| 2013                                                              | "I Knew You Were Trouble"                                           | Videoclipe do Ano                                                                      | Indicado     | [ 315 ]         |
| 2013                                                              | "I Knew You Were Trouble"                                           | Melhor Videoclipe Feminino                                                             | Venceu       | [ 316 ]         |
| 2015                                                              | "Blank Space"                                                       | Melhor Videoclipe Feminino                                                             | Venceu       | [ 317 ]         |
| 2015                                                              | "Blank Space"                                                       | Melhor Videoclipe de Pop                                                               | Venceu       | [ 317 ]         |
| 2015                                                              | "Bad Blood" (com a part. de Kendrick Lamar)                         | Videoclipe do Ano                                                                      | Venceu       | [ 317 ]         |
| 2015                                                              | "Bad Blood" (com a part. de Kendrick Lamar)                         | Melhor Colaboração                                                                     | Venceu       | [ 317 ]         |
| 2015                                                              | "Bad Blood" (com a part. de Kendrick Lamar)                         | Melhor Direção de Arte                                                                 | Indicado     | [ 317 ]         |
| 2015                                                              | "Bad Blood" (com a part. de Kendrick Lamar)                         | Melhor Cinematografia                                                                  | Indicado     | [ 317 ]         |
| 2015                                                              | "Bad Blood" (com a part. de Kendrick Lamar)                         | Melhor Direção                                                                         | Indicado     | [ 317 ]         |
| 2015                                                              | "Bad Blood" (com a part. de Kendrick Lamar)                         | Melhor Edição                                                                          | Indicado     | [ 317 ]         |
| 2015                                                              | "Bad Blood" (com a part. de Kendrick Lamar)                         | Melhores Efeitos Visuais                                                               | Indicado     | [ 317 ]         |
| 2015                                                              | "Bad Blood" (com a part. de Kendrick Lamar)                         | Canção do Verão                                                                        | Indicado     | [ 317 ]         |
| 2017                                                              | "I Don't Wanna Live Forever" (com Zayn)                             | Melhor Colaboração                                                                     | Venceu       | [ 318 ]         |
| 2018                                                              | "Look What You Made Me Do"                                          | Melhor Direção de Arte                                                                 | Indicado     | [ 319 ]         |
| 2018                                                              | "Look What You Made Me Do"                                          | Melhor Edição                                                                          | Indicado     | [ 319 ]         |
| 2018                                                              | "Look What You Made Me Do"                                          | Melhores Efeitos Visuais                                                               | Indicado     | [ 319 ]         |
| 2019                                                              | "You Need to Calm Down"                                             | Videoclipe do Ano                                                                      | Venceu       | [ 320 ]         |
| 2019                                                              | "You Need to Calm Down"                                             | Canção do Ano                                                                          | Indicado     | [ 320 ]         |
| 2019                                                              | "You Need to Calm Down"                                             | Melhor Videoclipe de Pop                                                               | Indicado     | [ 320 ]         |
| 2019                                                              | "You Need to Calm Down"                                             | Melhor Videoclipe para uma Causa                                                       | Venceu       | [ 320 ]         |
| 2019                                                              | "You Need to Calm Down"                                             | Melhor Direção                                                                         | Indicado     | [ 320 ]         |
| 2019                                                              | "You Need to Calm Down"                                             | Melhor Edição                                                                          | Indicado     | [ 320 ]         |
| 2019                                                              | "You Need to Calm Down"                                             | Melhor Direção de Arte                                                                 | Indicado     | [ 320 ]         |
| 2019                                                              | "You Need to Calm Down"                                             | Melhor Canção de Empoderamento                                                         | Indicado     | [ 320 ]         |
| 2019                                                              | "You Need to Calm Down"                                             | Canção do Verão                                                                        | Indicado     | [ 320 ]         |
| 2019                                                              | "Me!" (com a part. de Brendon Urie)                                 | Melhor Colaboração                                                                     | Indicado     | [ 320 ]         |
| 2019                                                              | "Me!" (com a part. de Brendon Urie)                                 | Melhores Efeitos Visuais                                                               | Venceu       | [ 320 ]         |
| 2019                                                              | "Me!" (com a part. de Brendon Urie)                                 | Melhor Cinematografia                                                                  | Indicado     | [ 320 ]         |
| 2020                                                              | "The Man"                                                           | Videoclipe do Ano                                                                      | Indicado     | [ 321 ]         |
| 2020                                                              | "The Man"                                                           | Melhor Videoclipe para uma Causa                                                       | Indicado     | [ 321 ]         |
| 2020                                                              | "The Man"                                                           | Melhor Direção                                                                         | Venceu       | [ 321 ]         |
| 2020                                                              | "Lover"                                                             | Melhor Videoclipe de Pop                                                               | Indicado     | [ 321 ]         |
| 2020                                                              | "Lover"                                                             | Melhor Direção de Arte                                                                 | Indicado     | [ 321 ]         |
| 2020                                                              | "Cardigan"                                                          | Canção do Verão                                                                        | Indicado     | [ 321 ]         |
| 2021                                                              | Swift                                                               | Artista do Ano                                                                         | Indicado     | [ 322 ]         |
| 2021                                                              | "Willow"                                                            | Melhor Videoclipe de Pop                                                               | Indicado     | [ 322 ]         |
| 2021                                                              | "Willow"                                                            | Melhor Direção de Arte                                                                 | Indicado     | [ 322 ]         |
| 2021                                                              | "Willow"                                                            | Melhor Direção                                                                         | Indicado     | [ 322 ]         |
| 2022                                                              | All Too Well: The Short Film                                        | Melhor Direção                                                                         | Venceu       | [ 323 ]         |
| 2022                                                              | All Too Well: The Short Film                                        | Melhor Edição                                                                          | Indicado     | [ 323 ]         |
| 2022                                                              | All Too Well: The Short Film                                        | Melhor Cinematografia                                                                  | Indicado     | [ 323 ]         |
| 2022                                                              | All Too Well: The Short Film                                        | Melhor Videoclipe de Longa Duração                                                     | Venceu       | [ 323 ]         |
| 2022                                                              | All Too Well: The Short Film                                        | Videoclipe do Ano                                                                      | Venceu       | [ 323 ]         |
| 2023                                                              | "Anti-Hero"                                                         | Videoclipe do Ano                                                                      | Venceu       | [ 324 ]         |
| 2023                                                              | "Anti-Hero"                                                         | Canção do Verão                                                                        | Venceu       | [ 324 ]         |
| 2023                                                              | "Anti-Hero"                                                         | Melhor Videoclipe de Pop                                                               | Venceu       | [ 324 ]         |
| 2023                                                              | "Anti-Hero"                                                         | Melhor Direção                                                                         | Venceu       | [ 324 ]         |
| 2023                                                              | "Anti-Hero"                                                         | Melhor Edição                                                                          | Indicado     | [ 324 ]         |
| 2023                                                              | "Anti-Hero"                                                         | Melhor Cinematografia                                                                  | Venceu       | [ 324 ]         |
| 2023                                                              | "Anti-Hero"                                                         | Melhores Efeitos Visuais                                                               | Venceu       | [ 324 ]         |
| 2023                                                              | Swift                                                               | Artista do Ano                                                                         | Venceu       | [ 324 ]         |
| 2023                                                              | Swift                                                               | Show do Verão                                                                          | Venceu       | [ 325 ]         |
| 2023                                                              | "Karma" (com a part. de Ice Spice)                                  | Canção do Verão                                                                        | Indicado     | [ 325 ]         |
| 2023                                                              | Midnights                                                           | Álbum do Ano                                                                           | Venceu       | [ 325 ]         |
| MTV Movie Awards                                                  |                                                                     |                                                                                        |              |                 |
| 2010                                                              | Valentine's Day                                                     | Melhor Beijo                                                                           | Indicado     | [ 326 ]         |
| 2021                                                              | Miss Americana                                                      | Melhor Documentário Musical                                                            | Indicado     | [ 327 ]         |
| MTV Italian Music Awards                                          |                                                                     |                                                                                        |              |                 |
| 2014                                                              | Swift                                                               | Melhor Artista                                                                         | Indicado     | [ 328 ]         |
| 2015                                                              | Swift                                                               | Mulher do Ano                                                                          | Indicado     | [ 329 ]         |
| 2015                                                              | Swift                                                               | Artista do Ano                                                                         | Indicado     | [ 329 ]         |
| 2016                                                              | "Wildest Dreams"                                                    | Melhor Videoclipe                                                                      | Indicado     | [ 330 ]         |
| MTV Video Music Awards Japan                                      |                                                                     |                                                                                        |              |                 |
| 2011                                                              | "Mine"                                                              | Melhor Videoclipe de Pop                                                               | Indicado     | [ 331 ]         |
| 2011                                                              | "Mine"                                                              | Melhor Videoclipe Feminino                                                             | Venceu       | [ 331 ]         |
| 2013                                                              | "We Are Never Ever Getting Back Together"                           | Melhor Canção de Karaokê                                                               | Venceu       | [ 332 ]         |
| 2013                                                              | "We Are Never Ever Getting Back Together"                           | Melhor Videoclipe de Pop                                                               | Venceu       | [ 332 ]         |
| 2013                                                              | "We Are Never Ever Getting Back Together"                           | Melhor Videoclipe Feminino                                                             | Venceu       | [ 332 ]         |
| 2015                                                              | "Blank Space"                                                       | Melhor Videoclipe Feminino — Internacional                                             | Indicado     | [ 333 ]         |
| 2019                                                              | "Me!" (com a part. de Brendon Urie)                                 | Melhor Videoclipe Feminino — Internacional                                             | Venceu       | [ 334 ]         |
| MTV Millennial Awards                                             |                                                                     |                                                                                        |              |                 |
| 2013                                                              | "We Are Never Ever Getting Back Together"                           | Hit Chiclete do Ano                                                                    | Venceu       | [ 335 ]         |
| 2015                                                              | Swift                                                               | Instagramer Global do ano                                                              | Indicado     | [ 336 ]         |
| 2015                                                              | "Blank Space"                                                       | Hit Internacional do Ano                                                               | Indicado     | [ 336 ]         |
| 2017                                                              | "I Don't Wanna Live Forever" (com Zayn)                             | Colaboração do Ano                                                                     | Venceu       | [ 337 ]         |
| MTV Millennial Awards (Brasil)                                    |                                                                     |                                                                                        |              |                 |
| 2018                                                              | "Look What You Make Me Do"                                          | Hit Internacional                                                                      | Indicado     | [ 338 ]         |
| 2018                                                              | Swift e Katy Perry                                                  | Shade do Ano                                                                           | Venceu       | [ 338 ]         |
| 2018                                                              | Olivia Benson                                                       | Pet do Ano                                                                             | Indicado     | [ 338 ]         |
| 2019                                                              | Olivia Benson                                                       | Pet do Ano                                                                             | Indicado     | [ 339 ]         |
| MTVU Woodie Awards                                                |                                                                     |                                                                                        |              |                 |
| 2015                                                              | "Riptide"                                                           | Melhor Cover                                                                           | Venceu       | [ 340 ]         |
| MuchMusic Video Awards                                            |                                                                     |                                                                                        |              |                 |
| 2010                                                              | "You Belong with Me"                                                | Videoclipe Internacional do Ano                                                        | Indicado     | [ 341 ]         |
| 2010                                                              | "You Belong with Me"                                                | Videoclipe Favorito — Internacional                                                    | Indicado     | [ 341 ]         |
| 2011                                                              | "Mine"                                                              | Videoclipe do Ano — Mais Assistido                                                     | Indicado     | [ 342 ]         |
| 2013                                                              | "We Are Never Ever Getting Back Together"                           | Videoclipe Internacional do Ano                                                        | Indicado     | [ 343 ]         |
| 2013                                                              | Swift                                                               | Artista ou Grupo Favorito — Internacional                                              | Venceu       | [ 343 ]         |
| 2014                                                              | "Everything Has Changed" (com a part. de Ed Sheeran)                | Videoclipe Internacional do Ano                                                        | Indicado     | [ 344 ]         |
| 2015                                                              | "Blank Space"                                                       | Videoclipe Internacional do Ano                                                        | Indicado     | [ 345 ]         |
| 2015                                                              | Swift                                                               | Artista ou Grupo Favorito — Internacional                                              | Indicado     | [ 345 ]         |
| 2016                                                              | "Bad Blood"                                                         | Artista Internacional do Ano                                                           | Indicado     | [ 346 ]         |
| 2016                                                              | "Bad Blood"                                                         | Artista ou Grupo Mais Falado — Internacional                                           | Indicado     | [ 346 ]         |
| 2016                                                              | Swift                                                               | Artista ou Grupo Favorito — Internacional                                              | Indicado     | [ 346 ]         |
| Music Business Association Awards                                 |                                                                     |                                                                                        |              |                 |
| 2010                                                              | Swift                                                               | Artista do Ano                                                                         | Venceu       | [ 347 ]         |
| MusicDaily Awards                                                 |                                                                     |                                                                                        |              |                 |
| 2021                                                              | Swift                                                               | Melhor Artista                                                                         | Venceu       | [ 348 ]         |
| MVPA Awards                                                       |                                                                     |                                                                                        |              |                 |
| 2020                                                              | "Lover"                                                             | Melhor Produção — Videoclipe                                                           | Indicado     | [ 349 ]         |
| 2020                                                              | "Cardigan"                                                          | Melhores Efeitos Especiais — Videoclipe                                                | Indicado     | [ 349 ]         |
| Myx Music Awards                                                  |                                                                     |                                                                                        |              |                 |
| 2010                                                              | "Love Story"                                                        | Videoclipe Favorito — Internacional                                                    | Venceu       | [ 350 ]         |
| 2013                                                              | "We Are Never Ever Getting Back Together"                           | Videoclipe Favorito — Internacional                                                    | Indicado     | [ 351 ]         |
| 2015                                                              | "Shake It Off"                                                      | Videoclipe Favorito — Internacional                                                    | Venceu       | [ 352 ]         |
| 2016                                                              | "Bad Blood" (com a part. de Kendrick Lamar)                         | Videoclipe Favorito — Internacional                                                    | Venceu       | [ 353 ]         |
| 2018                                                              | "Look What You Made Me Do"                                          | Videoclipe Favorito — Internacional                                                    | Indicado     | [ 354 ]         |
| 2019                                                              | "Delicate"                                                          | Videoclipe Favorito — Internacional                                                    | Indicado     | [ 355 ]         |
| 2020                                                              | "Lover"                                                             | Videoclipe Favorito — Internacional                                                    | Indicado     | [ 356 ]         |
| 2021                                                              | "Cardigan"                                                          | Videoclipe Favorito — Internacional                                                    | Indicado     | [ 357 ]         |
| Nashville Songwriter Awards                                       |                                                                     |                                                                                        |              |                 |
| 2007                                                              | Swift                                                               | Compositor(a) do Ano                                                                   | Venceu       | [ 358 ]         |
| 2009                                                              | Swift                                                               | Compositor(a) do Ano                                                                   | Venceu       | [ 358 ]         |
| 2010                                                              | Swift                                                               | Compositor(a) do Ano                                                                   | Venceu       | [ 358 ]         |
| 2011                                                              | Swift                                                               | Compositor(a) do Ano                                                                   | Venceu       | [ 358 ]         |
| 2012                                                              | Swift                                                               | Compositor(a) do Ano                                                                   | Venceu       | [ 358 ]         |
| 2013                                                              | Swift                                                               | Compositor(a) do Ano                                                                   | Venceu       | [ 358 ]         |
| 2015                                                              | Swift                                                               | Compositor(a) do Ano                                                                   | Venceu       | [ 358 ]         |
| 2015                                                              | "Shake It Off"                                                      | As 10 Melhores Composições                                                             | Venceu       | [ 359 ]         |
| 2017                                                              | "Better Man"                                                        | As 10 Melhores Composições                                                             | Venceu       | [ 359 ]         |
| 2020                                                              | "Lover"                                                             | As 10 Melhores Composições                                                             | Venceu       | [ 359 ]         |
| 2021                                                              | "Cardigan"                                                          | As 10 Melhores Composições                                                             | Venceu       | [ 360 ]         |
| 2021                                                              | "Willow"                                                            | As 10 Melhores Composições                                                             | Venceu       | [ 360 ]         |
| 2022                                                              | Swift                                                               | Compositor(a) da Década §                                                              | Venceu       | [ 361 ]         |
| Nashville Symphony Ball                                           |                                                                     |                                                                                        |              |                 |
| 2011                                                              | Swift                                                               | Prêmio Harmony §                                                                       | Venceu       | [ 362 ]         |
| National Music Publishers' Association                            |                                                                     |                                                                                        |              |                 |
| 2021                                                              | Swift                                                               | Compositora Icônica §                                                                  | Venceu       | [ 363 ]         |
| Neox Fan Awards                                                   |                                                                     |                                                                                        |              |                 |
| 2013                                                              | "22"                                                                | Melhor Canção do Ano                                                                   | Indicado     | [ 364 ]         |
| NetEase Annual Music Awards                                       |                                                                     |                                                                                        |              |                 |
| 2020                                                              | Swift                                                               | Melhor Artista Ocidental                                                               | Venceu       | [ 365 ]         |
| 2020                                                              | Folklore                                                            | Melhor Álbum Ocidental                                                                 | Venceu       | [ 365 ]         |
| 2020                                                              | Folklore                                                            | Melhor Álbum de Música Folk                                                            | Venceu       | [ 365 ]         |
| Nickelodeon Argentina Kids' Choice Awards                         |                                                                     |                                                                                        |              |                 |
| 2013                                                              | "We Are Never Ever Getting Back Together"                           | Canção Favorita — Internacional                                                        | Indicado     | [ 366 ]         |
| 2015                                                              | Swift                                                               | Artista ou Grupo Favorito — Internacional                                              | Indicado     | [ 367 ]         |
| Nickelodeon Australian Kids' Choice Awards                        |                                                                     |                                                                                        |              |                 |
| 2009                                                              | Swift                                                               | Cantora Favorita — Internacional                                                       | Indicado     | [ 368 ]         |
| 2009                                                              | "Love Story"                                                        | Canção Favorita                                                                        | Indicado     | [ 368 ]         |
| 2010                                                              | Valentine's Day                                                     | Beijo Favorito                                                                         | Indicado     | [ 369 ]         |
| 2010                                                              | Swift                                                               | A Mais Bonita                                                                          | Indicado     | [ 369 ]         |
| 2013                                                              | Swift                                                               | Artista Favorita                                                                       | Indicado     | [ 370 ]         |
| 2013                                                              | "I Knew You Were Trouble"                                           | Canção Favorita                                                                        | Indicado     | [ 370 ]         |
| 2015                                                              | Swift                                                               | Fandom Favorito                                                                        | Indicado     | [ 371 ]         |
| 2015                                                              | Meredith Grey e Olivia Benson                                       | Pet Favorito                                                                           | Indicado     | [ 371 ]         |
| Nickelodeon Colômbia Kids' Choice Awards                          |                                                                     |                                                                                        |              |                 |
| 2015                                                              | Swift                                                               | Artista ou Grupo Favorito — Internacional                                              | Indicado     | [ 372 ]         |
| Nickelodeon Kids' Choice Awards                                   |                                                                     |                                                                                        |              |                 |
| 2010                                                              | Swift                                                               | Cantora Favorita                                                                       | Venceu       | [ 373 ]         |
| 2010                                                              | "You Belong with Me"                                                | Canção Favorita                                                                        | Venceu       | [ 373 ]         |
| 2011                                                              | Swift                                                               | Cantora Favorita                                                                       | Indicado     | [ 374 ]         |
| 2011                                                              | "Mine"                                                              | Canção Favorita                                                                        | Indicado     | [ 374 ]         |
| 2012                                                              | Swift                                                               | Cantora Favorita                                                                       | Indicado     | [ 375 ]         |
| 2012                                                              | "Sparks Fly"                                                        | Canção Favorita                                                                        | Indicado     | [ 375 ]         |
| 2012                                                              | Swift                                                               | Prêmio Big Help                                                                        | Venceu       | [ 376 ]         |
| 2013                                                              | Swift                                                               | Cantora Favorita                                                                       | Indicado     | [ 377 ]         |
| 2013                                                              | "We Are Never Ever Getting Back Together"                           | Canção Favorita                                                                        | Indicado     | [ 377 ]         |
| 2013                                                              | The Lorax                                                           | Dublagem Favorita                                                                      | Indicado     | [ 377 ]         |
| 2014                                                              | Swift                                                               | Cantora Favorita                                                                       | Indicado     | [ 378 ]         |
| 2014                                                              | "I Knew You Were Trouble"                                           | Canção Favorita                                                                        | Indicado     | [ 378 ]         |
| 2015                                                              | Swift                                                               | Cantora Favorita                                                                       | Indicado     | [ 379 ]         |
| 2015                                                              | "Shake It Off"                                                      | Canção Favorita                                                                        | Indicado     | [ 379 ]         |
| 2016                                                              | Swift                                                               | Cantora Favorita                                                                       | Indicado     | [ 380 ]         |
| 2016                                                              | "Bad Blood" (com a part. de Kendrick Lamar)                         | Canção Favorita                                                                        | Indicado     | [ 380 ]         |
| 2016                                                              | "Bad Blood" (com a part. de Kendrick Lamar)                         | Colaboração Favorita                                                                   | Indicado     | [ 380 ]         |
| 2018                                                              | Swift                                                               | Cantora Favorita                                                                       | Indicado     | [ 381 ]         |
| 2018                                                              | Swift                                                               | Estrela Global Favorita                                                                | Indicado     | [ 381 ]         |
| 2018                                                              | "Look What You Made Me Do"                                          | Canção Favorita                                                                        | Indicado     | [ 381 ]         |
| 2019                                                              | Swift                                                               | Cantora Favorita                                                                       | Indicado     | [ 382 ]         |
| 2019                                                              | Swift                                                               | Estrela Global Favorita                                                                | Venceu       | [ 382 ]         |
| 2019                                                              | "Delicate"                                                          | Canção Favorita                                                                        | Indicado     | [ 382 ]         |
| 2020                                                              | Cats                                                                | Atriz Favorita — Cinema                                                                | Indicado     | [ 383 ]         |
| 2020                                                              | "You Need to Calm Down"                                             | Canção Favorita                                                                        | Indicado     | [ 383 ]         |
| 2020                                                              | "Me!" (com a part. de Brendon Urie)                                 | Colaboração Favorita                                                                   | Indicado     | [ 383 ]         |
| 2020                                                              | Swift                                                               | Cantora Favorita                                                                       | Indicado     | [ 383 ]         |
| 2020                                                              | Swift                                                               | Estrela Global Favorita                                                                | Venceu       | [ 383 ]         |
| 2021                                                              | "Cardigan"                                                          | Canção Favorita                                                                        | Indicado     | [ 384 ]         |
| 2021                                                              | Swift                                                               | Cantora Favorita                                                                       | Indicado     | [ 384 ]         |
| 2021                                                              | Swift                                                               | Estrela Global Favorita                                                                | Indicado     | [ 384 ]         |
| 2022                                                              | Swift                                                               | Cantora Favorita                                                                       | Indicado     | [ 385 ]         |
| 2022                                                              | "All Too Well (10 Minute Version)"                                  | Canção Favorita                                                                        | Indicado     | [ 385 ]         |
| 2022                                                              | Fearless (Taylor's Version)                                         | Álbum Favorito                                                                         | Indicado     | [ 385 ]         |
| 2022                                                              | Red (Taylor's Version)                                              | Álbum Favorito                                                                         | Indicado     | [ 385 ]         |
| 2023                                                              | Midnights                                                           | Álbum Favorito                                                                         | Venceu       | [ 386 ]         |
| 2023                                                              | "Anti-Hero"                                                         | Canção Favorita                                                                        | Indicado     | [ 386 ]         |
| 2023                                                              | "Bejeweled"                                                         | Canção Favorita                                                                        | Indicado     | [ 386 ]         |
| 2023                                                              | Swift                                                               | Cantora Favorita                                                                       | Venceu       | [ 386 ]         |
| 2023                                                              | Swift                                                               | Estrela Global Favorita                                                                | Indicado     | [ 386 ]         |
| 2023                                                              | Olivia Benson                                                       | Pet Favorito                                                                           | Venceu       | [ 386 ]         |
| Nickelodeon México Kids' Choice Awards                            |                                                                     |                                                                                        |              |                 |
| 2015                                                              | Swift                                                               | Artista ou Grupo Favorito — Internacional                                              | Indicado     | [ 387 ]         |
| Nickelodeon UK Kids' Choice Awards                                |                                                                     |                                                                                        |              |                 |
| 2015                                                              | Swift                                                               | Fandom Favorito                                                                        | Indicado     | [ 388 ]         |
| 2016                                                              | Swift                                                               | Fandom Favorito                                                                        | Indicado     | [ 389 ]         |
| 2016                                                              | Meredith Grey                                                       | Pet Favorito                                                                           | Indicado     | [ 389 ]         |
| 2016                                                              | Olivia Benson                                                       | Pet Favorito                                                                           | Indicado     | [ 389 ]         |
| NME Awards                                                        |                                                                     |                                                                                        |              |                 |
| 2015                                                              | Swift                                                               | Vilã do Ano                                                                            | Indicado     | [ 390 ]         |
| 2015                                                              | Swift                                                               | Heroína do Ano                                                                         | Indicado     | [ 390 ]         |
| 2016                                                              | Swift                                                               | Heroína do Ano                                                                         | Indicado     | [ 391 ]         |
| 2016                                                              | Swift                                                               | Melhor Cantora Internacional                                                           | Venceu       | [ 391 ]         |
| 2018                                                              | Swift                                                               | Melhor Cantora Internacional                                                           | Indicado     | [ 392 ]         |
| 2018                                                              | "Look What You Made Me Do"                                          | Videoclipe do Ano                                                                      | Indicado     | [ 392 ]         |
| 2020                                                              | Swift                                                               | Melhor Cantora Global                                                                  | Venceu       | [ 393 ]         |
| 2022                                                              | Red (Taylor's Version)                                              | Melhor Lançamento                                                                      | Venceu       | [ 394 ]         |
| 2022                                                              | All Too Well: The Short Film                                        | Melhor Videoclipe                                                                      | Indicado     | [ 394 ]         |
| Northwest Tennessee Disaster Services                             |                                                                     |                                                                                        |              |                 |
| 2012                                                              | Swift                                                               | Prêmio Honorário §                                                                     | Venceu       | [ 395 ]         |
| NRJ Music Awards                                                  |                                                                     |                                                                                        |              |                 |
| 2015                                                              | "Bad Blood" (com a part. de Kendrick Lamar)                         | Videoclipe do Ano                                                                      | Venceu       | [ 396 ]         |
| 2015                                                              | Swift                                                               | Cantora do Ano — Internacional                                                         | Venceu       | [ 396 ]         |
| 2017                                                              | Swift                                                               | Cantora do Ano — Internacional                                                         | Indicado     | [ 397 ]         |
| 2017                                                              | "Look What You Made Me Do"                                          | Videoclipe do Ano                                                                      | Indicado     | [ 397 ]         |
| 2019                                                              | Swift                                                               | Cantora do Ano — Internacional                                                         | Indicado     | [ 398 ]         |
| O Music Awards                                                    |                                                                     |                                                                                        |              |                 |
| 2012                                                              | Swift                                                               | Melhores Fãs                                                                           | Indicado     | [ 399 ]         |
| 2012                                                              | Swift                                                               | Melhores Fãs — Extremo                                                                 | Venceu       | [ 399 ]         |
| OFM Music Awards                                                  |                                                                     |                                                                                        |              |                 |
| 2015                                                              | 1989                                                                | Albúm do Ano                                                                           | Venceu       | [ 400 ]         |
| People's Choice Awards                                            |                                                                     |                                                                                        |              |                 |
| 2009                                                              | "Love Story"                                                        | Canção Favorita — Country                                                              | Indicado     | [ 401 ]         |
| 2009                                                              | Swift                                                               | Artista Favorita Abaixo dos 35                                                         | Indicado     | [ 401 ]         |
| 2010                                                              | Swift                                                               | Cantora Favorita                                                                       | Venceu       | [ 402 ]         |
| 2010                                                              | Swift                                                               | Artista Favorita — Country                                                             | Indicado     | [ 402 ]         |
| 2010                                                              | Swift                                                               | Artista Favorita — Pop                                                                 | Indicado     | [ 402 ]         |
| 2011                                                              | Swift                                                               | Cantora Favorita                                                                       | Indicado     | [ 403 ]         |
| 2011                                                              | Swift                                                               | Artista Favorita — Country                                                             | Venceu       | [ 403 ]         |
| 2012                                                              | Swift                                                               | Cantora Favorita                                                                       | Indicado     | [ 404 ]         |
| 2012                                                              | Swift                                                               | Artista Favorita — Country                                                             | Venceu       | [ 404 ]         |
| 2012                                                              | Swift                                                               | Artista Favorita em Turnê                                                              | Indicado     | [ 404 ]         |
| 2013                                                              | "We Are Never Ever Getting Back Together"                           | Canção Favorita                                                                        | Indicado     | [ 405 ]         |
| 2013                                                              | Swift                                                               | Cantora Favorita                                                                       | Indicado     | [ 405 ]         |
| 2013                                                              | Swift                                                               | Artista Favorita — Country                                                             | Venceu       | [ 405 ]         |
| 2014                                                              | Swift                                                               | Artista Favorita — Country                                                             | Venceu       | [ 406 ]         |
| 2015                                                              | "Shake It Off"                                                      | Canção Favorita                                                                        | Venceu       | [ 407 ]         |
| 2015                                                              | Swift                                                               | Cantora Favorita                                                                       | Venceu       | [ 407 ]         |
| 2015                                                              | Swift                                                               | Artista Favorita — Pop                                                                 | Venceu       | [ 407 ]         |
| 2016                                                              | "Bad Blood" (com a part. de Kendrick Lamar)                         | Canção Favorita                                                                        | Indicado     | [ 408 ]         |
| 2016                                                              | Swift                                                               | Cantora Favorita                                                                       | Venceu       | [ 408 ]         |
| 2016                                                              | Swift                                                               | Artista Favorita — Pop                                                                 | Venceu       | [ 408 ]         |
| 2016                                                              | Swift                                                               | Celebridade Social Favorita do Ano                                                     | Indicado     | [ 408 ]         |
| 2018                                                              | Reputation Stadium Tour                                             | Turnê do Ano                                                                           | Venceu       | [ 409 ]         |
| 2018                                                              | Swift                                                               | Cantora do Ano                                                                         | Indicado     | [ 409 ]         |
| 2018                                                              | Swift                                                               | Celebridade Social do Ano                                                              | Indicado     | [ 409 ]         |
| 2019                                                              | Lover                                                               | Álbum do Ano                                                                           | Venceu       | [ 410 ]         |
| 2019                                                              | "Me!" (com a part. de Brendon Urie)                                 | Videoclipe do Ano                                                                      | Indicado     | [ 410 ]         |
| 2019                                                              | Swift                                                               | Celebridade Social do Ano                                                              | Indicado     | [ 410 ]         |
| 2019                                                              | Swift                                                               | Cantora do Ano                                                                         | Indicado     | [ 410 ]         |
| 2020                                                              | Swift                                                               | Cantora do Ano                                                                         | Indicado     | [ 411 ]         |
| 2020                                                              | Folklore                                                            | Álbum do Ano                                                                           | Indicado     | [ 411 ]         |
| 2020                                                              | "Only the Young"                                                    | Canção do Ano — Trilha Sonora                                                          | Venceu       | [ 411 ]         |
| 2022                                                              | Swift                                                               | Cantora Favorita                                                                       | Venceu       | [ 412 ]         |
| 2022                                                              | Midnights                                                           | Álbum do Ano                                                                           | Venceu       | [ 412 ]         |
| 2022                                                              | "Anti-Hero"                                                         | Videoclipe do Ano                                                                      | Venceu       | [ 412 ]         |
| Pollstar Awards                                                   |                                                                     |                                                                                        |              |                 |
| 2019                                                              | Reputation Stadium Tour                                             | Melhor Turnê — Pop                                                                     | Venceu       | [ 413 ]         |
| 2021                                                              | Swift                                                               | Artista da Década em Turnê                                                             | Indicado     | [ 414 ]         |
| 2021                                                              | Swift                                                               | Artista da Década em Turnê — Pop                                                       | Indicado     | [ 414 ]         |
| Popstar! Poptastic Awards                                         |                                                                     |                                                                                        |              |                 |
| 2010                                                              | Swift                                                               | Cantora Favorita                                                                       | Venceu       | [ 415 ]         |
| Premios Juventud                                                  |                                                                     |                                                                                        |              |                 |
| 2015                                                              | "Blank Space"                                                       | Hit Favorito                                                                           | Indicado     | [ 416 ] [ 417 ] |
| 2015                                                              | Swift                                                               | Hitmaker Favorito                                                                      | Indicado     | [ 416 ] [ 417 ] |
| Premios Odeón                                                     |                                                                     |                                                                                        |              |                 |
| 2022                                                              | Swift                                                               | Artista Internacional Odeón                                                            | Indicado     | [ 418 ]         |
| Q Awards                                                          |                                                                     |                                                                                        |              |                 |
| 2015                                                              | Swift                                                               | Melhor Artista Solo                                                                    | Indicado     | [ 419 ]         |
| 2018                                                              | Swift                                                               | Melhor Artista ao Vivo                                                                 | Venceu       | [ 420 ]         |
| Queerty Awards                                                    |                                                                     |                                                                                        |              |                 |
| 2019                                                              | "You Need to Calm Down"                                             | Hino Queer                                                                             | Vice-campeão | [ 421 ]         |
| Radio Disney Music Awards                                         |                                                                     |                                                                                        |              |                 |
| 2013                                                              | "I Knew You Were Trouble"                                           | Canção do Ano                                                                          | Venceu       | [ 422 ] [ 423 ] |
| 2013                                                              | "We Are Never Ever Getting Back Together"                           | Melhor Canção de Fim de Namoro                                                         | Venceu       | [ 422 ] [ 423 ] |
| 2013                                                              | Swift                                                               | Melhor Cantora                                                                         | Indicado     | [ 422 ] [ 423 ] |
| 2014                                                              | "Everything Has Changed" (com a part. de Ed Sheeran)                | Melhor Colaboração Musical                                                             | Venceu       | [ 424 ]         |
| 2014                                                              | Swift                                                               | Fãs Mais Dedicados                                                                     | Venceu       | [ 424 ]         |
| 2014                                                              | Swift                                                               | Melhor Cantora                                                                         | Indicado     | [ 424 ]         |
| 2015                                                              | "Shake It Off"                                                      | Canção do Ano                                                                          | Indicado     | [ 425 ]         |
| 2015                                                              | "Shake It Off"                                                      | Melhor Canção para Dançar                                                              | Venceu       | [ 425 ]         |
| 2015                                                              | Swift                                                               | Melhor Cantora                                                                         | Indicado     | [ 425 ]         |
| 2015                                                              | Swift                                                               | Artista Mais Falado                                                                    | Indicado     | [ 425 ]         |
| 2016                                                              | "Bad Blood" (com a part. de Kendrick Lamar)                         | Canção do Ano                                                                          | Venceu       | [ 426 ]         |
| 2016                                                              | "Bad Blood" (com a part. de Kendrick Lamar)                         | Melhor Canção de Fim de Amizade                                                        | Venceu       | [ 426 ]         |
| 2016                                                              | Swift                                                               | Melhor Cantora                                                                         | Indicado     | [ 426 ]         |
| 2016                                                              | Swift                                                               | Artista Mais Falado                                                                    | Venceu       | [ 426 ]         |
| 2016                                                              | Swift                                                               | Artista com Melhor Estilo                                                              | Indicado     | [ 426 ]         |
| 2016                                                              | Swift                                                               | Fãs Mais Dedicados                                                                     | Indicado     | [ 426 ]         |
| 2017                                                              | "I Don't Wanna Live Forever" (com Zayn)                             | Melhor Colaboração                                                                     | Indicado     | [ 427 ]         |
| 2018                                                              | Swift                                                               | Melhor Artista                                                                         | Indicado     | [ 428 ]         |
| 2018                                                              | "Look What You Made Me Do"                                          | Canção do Ano                                                                          | Indicado     | [ 428 ]         |
| 2018                                                              | "Look What You Made Me Do"                                          | Melhor Canção para Dublar                                                              | Indicado     | [ 428 ]         |
| RFK Human Rights Ripple of Hope Awards                            |                                                                     |                                                                                        |              |                 |
| 2012                                                              | Swift                                                               | Prêmio Ripple of Hope §                                                                | Venceu       | [ 429 ]         |
| Rockbjörnen                                                       |                                                                     |                                                                                        |              |                 |
| 2015                                                              | "Shake It Off"                                                      | Melhor Canção Estrangeira                                                              | Indicado     | [ 430 ]         |
| RTHK International Pop Poll Awards                                |                                                                     |                                                                                        |              |                 |
| 2015                                                              | "Shake It Off"                                                      | As 10 Melhores Canções — Internacional                                                 | Venceu       | [ 431 ]         |
| 2015                                                              | "Shake It Off"                                                      | Melhor Canção                                                                          | Venceu       | [ 431 ]         |
| 2015                                                              | 1989                                                                | Álbum Mais Vendido — Internacional                                                     | Venceu       | [ 431 ]         |
| 2015                                                              | Swift                                                               | Melhor Cantora                                                                         | Ouro         | [ 431 ]         |
| 2020                                                              | "Lover"                                                             | As 10 Melhores Canções — Internacional                                                 | Venceu       | [ 432 ]         |
| 2020                                                              | Lover                                                               | Álbum Mais Vendido — Internacional                                                     | Venceu       | [ 432 ]         |
| 2020                                                              | Swift                                                               | Melhor Cantora                                                                         | Prata        | [ 432 ]         |
| 2021                                                              | "Cardigan"                                                          | As 10 Melhores Canções — Internacional                                                 | Venceu       | [ 433 ]         |
| 2021                                                              | "Cardigan"                                                          | Melhor Canção                                                                          | Venceu       | [ 433 ]         |
| 2021                                                              | Swift                                                               | Melhor Cantora                                                                         | Ouro         | [ 433 ]         |
| Satellite Awards                                                  |                                                                     |                                                                                        |              |                 |
| 2018                                                              | "I Don't Wanna Live Forever" (com Zayn)                             | Melhor Canção Original                                                                 | Indicado     | [ 434 ]         |
| 2023                                                              | "Carolina"                                                          | Melhor Canção Original                                                                 | Indicado     | [ 435 ]         |
| Shorty Awards                                                     |                                                                     |                                                                                        |              |                 |
| 2015                                                              | Swift                                                               | Melhor Cantora                                                                         | Venceu       | [ 436 ]         |
| 2016                                                              | Swift                                                               | Melhor Cantora                                                                         | Venceu       | [ 437 ]         |
| 2021                                                              | Folklore: The Long Pond Studio Sessions                             | Melhor Uso de Emojis                                                                   | Indicado     | [ 438 ]         |
| SiriusXM Indie Awards                                             |                                                                     |                                                                                        |              |                 |
| 2009                                                              | "Love Story"                                                        | Single Favorito — Internacional                                                        | Indicado     | [ 439 ]         |
| 2009                                                              | Fearless                                                            | Álbum Favorito — Internacional                                                         | Venceu       | [ 439 ]         |
| 2009                                                              | Swift                                                               | Cantora Favorita — Internacional                                                       | Indicado     | [ 439 ]         |
| 2011                                                              | Swift                                                               | Artista Internacional do Ano                                                           | Venceu       | [ 440 ]         |
| 2012                                                              | Swift                                                               | Artista Internacional do Ano                                                           | Indicado     | [ 441 ]         |
| 2012                                                              | Speak Now                                                           | Álbum Internacional do Ano                                                             | Indicado     | [ 441 ]         |
| 2013                                                              | Swift                                                               | Artista Internacional do Ano                                                           | Venceu       | [ 442 ]         |
| 2013                                                              | Red                                                                 | Álbum Internacional do Ano                                                             | Indicado     | [ 442 ]         |
| 2013                                                              | "We Are Never Ever Getting Back Together"                           | Single Internacional do Ano                                                            | Indicado     | [ 442 ]         |
| 2013                                                              | "We Are Never Ever Getting Back Together"                           | Videoclipe Internacional do Ano                                                        | Indicado     | [ 442 ]         |
| Society of Composers & Lyricists                                  |                                                                     |                                                                                        |              |                 |
| 2023                                                              | "Carolina"                                                          | Melhor Canção — Filme ou Documentário                                                  | Indicado     | [ 443 ]         |
| Songwriters Hall of Fame                                          |                                                                     |                                                                                        |              |                 |
| 2010                                                              | Swift                                                               | Prêmio Hal David Starlight §                                                           | Venceu       | [ 444 ]         |
| Space Shower Music Awards                                         |                                                                     |                                                                                        |              |                 |
| 2019                                                              | Swift                                                               | Melhor Artista Internacional                                                           | Indicado     | [ 445 ]         |
| TEC Awards                                                        |                                                                     |                                                                                        |              |                 |
| 2019                                                              | "Look What You Made Me Do"                                          | Melhor Gravação — Single ou Faixa                                                      | Indicado     | [ 446 ]         |
| Teen Choice Awards                                                |                                                                     |                                                                                        |              |                 |
| 2008                                                              | Swift                                                               | Cantora de Destaque                                                                    | Venceu       | [ 447 ]         |
| 2009                                                              | Swift                                                               | Melhor Cantora                                                                         | Venceu       | [ 448 ] [ 449 ] |
| 2009                                                              | "Love Story"                                                        | Canção Romântica                                                                       | Indicado     | [ 448 ] [ 449 ] |
| 2009                                                              | Fearless                                                            | Melhor Álbum — Feminino                                                                | Venceu       | [ 448 ] [ 449 ] |
| 2009                                                              | Fearless Tour                                                       | Melhor Turnê                                                                           | Indicado     | [ 448 ] [ 449 ] |
| 2010                                                              | Swift                                                               | Melhor Casal                                                                           | Indicado     | [ 450 ]         |
| 2010                                                              | Swift                                                               | Melhor Beijo                                                                           | Indicado     | [ 450 ]         |
| 2010                                                              | Swift                                                               | Cantora de Destaque                                                                    | Venceu       | [ 450 ]         |
| 2010                                                              | Swift                                                               | Melhor Cantora                                                                         | Indicado     | [ 450 ]         |
| 2010                                                              | Swift                                                               | Melhor Cantora — Country                                                               | Venceu       | [ 450 ]         |
| 2010                                                              | "Fifteen"                                                           | Melhor Canção — Country                                                                | Venceu       | [ 450 ]         |
| 2010                                                              | Fearless                                                            | Melhor Álbum — Country                                                                 | Venceu       | [ 450 ]         |
| 2011                                                              | Swift                                                               | Ícone Feminino do Tapete Vermelho                                                      | Venceu       | [ 451 ]         |
| 2011                                                              | Swift                                                               | Melhor Cantora                                                                         | Venceu       | [ 451 ]         |
| 2011                                                              | Swift                                                               | Melhor Cantora — Country                                                               | Venceu       | [ 451 ]         |
| 2011                                                              | Swift                                                               | Prêmio Ultimate                                                                        | Venceu       | [ 451 ]         |
| 2011                                                              | "Mean"                                                              | Melhor Canção — Country                                                                | Venceu       | [ 451 ]         |
| 2011                                                              | "Back to December"                                                  | Melhor Canção de Separação                                                             | Venceu       | [ 451 ]         |
| 2011                                                              | "Mine"                                                              | Canção Romântica                                                                       | Indicado     | [ 451 ]         |
| 2012                                                              | Swift                                                               | Melhor Cantora                                                                         | Venceu       | [ 452 ]         |
| 2012                                                              | Swift                                                               | Melhor Cantora — Country                                                               | Venceu       | [ 452 ]         |
| 2012                                                              | The Lorax                                                           | Melhor Dublagem                                                                        | Venceu       | [ 452 ]         |
| 2012                                                              | "Eyes Open"                                                         | Melhor Single — Feminino                                                               | Venceu       | [ 452 ]         |
| 2012                                                              | "Sparks Fly"                                                        | Melhor Canção — Country                                                                | Venceu       | [ 452 ]         |
| 2013                                                              | Swift                                                               | Melhor Cantora                                                                         | Indicado     | [ 453 ]         |
| 2013                                                              | Swift                                                               | Melhor Cantora — Country                                                               | Venceu       | [ 453 ]         |
| 2013                                                              | Swift                                                               | Melhor Sorriso                                                                         | Indicado     | [ 453 ]         |
| 2013                                                              | "I Knew You Were Trouble"                                           | Melhor Single — Feminino                                                               | Indicado     | [ 453 ]         |
| 2013                                                              | "We Are Never Ever Getting Back Together"                           | Melhor Canção — Country                                                                | Venceu       | [ 453 ]         |
| 2013                                                              | "We Are Never Ever Getting Back Together"                           | Melhor Canção de Separação                                                             | Indicado     | [ 453 ]         |
| 2013                                                              | The Red Tour                                                        | Turnê do Verão                                                                         | Indicado     | [ 453 ]         |
| 2014                                                              | Swift                                                               | Melhor Cantora                                                                         | Indicado     | [ 454 ]         |
| 2014                                                              | Swift                                                               | Melhor Cantora — Country                                                               | Venceu       | [ 454 ]         |
| 2014                                                              | Swift                                                               | Melhor Sorriso                                                                         | Indicado     | [ 454 ]         |
| 2014                                                              | Swift                                                               | Rainha das Redes Sociais                                                               | Indicado     | [ 454 ]         |
| 2014                                                              | Swift                                                               | Melhor Instagrammer                                                                    | Indicado     | [ 454 ]         |
| 2014                                                              | Swift                                                               | Fãs Mais Fanáticos                                                                     | Indicado     | [ 454 ]         |
| 2015                                                              | Swift                                                               | Melhor Cantora                                                                         | Indicado     | [ 455 ]         |
| 2015                                                              | Swift                                                               | Mulher Mais Bonita                                                                     | Indicado     | [ 455 ]         |
| 2015                                                              | Swift                                                               | Cantora do Verão                                                                       | Venceu       | [ 455 ]         |
| 2015                                                              | Swift                                                               | Rainha da Mídia Social                                                                 | Indicado     | [ 455 ]         |
| 2015                                                              | Swift                                                               | Melhor Tuiteiro(a)                                                                     | Venceu       | [ 455 ]         |
| 2015                                                              | "Shake It Off"                                                      | Melhor Single — Feminino                                                               | Indicado     | [ 455 ]         |
| 2015                                                              | "Bad Blood" (com a part. de Kendrick Lamar)                         | Melhor Canção de Separação                                                             | Venceu       | [ 455 ]         |
| 2015                                                              | "Bad Blood" (com a part. de Kendrick Lamar)                         | Melhor Colaboração Musical                                                             | Venceu       | [ 455 ]         |
| 2015                                                              | "Bad Blood" (com a part. de Kendrick Lamar)                         | Canção do Verão                                                                        | Indicado     | [ 455 ]         |
| 2015                                                              | "Blank Space"                                                       | Melhor Canção de Festa                                                                 | Indicado     | [ 455 ]         |
| 2015                                                              | The 1989 World Tour                                                 | Turnê do Verão                                                                         | Indicado     | [ 455 ]         |
| 2016                                                              | Swift                                                               | Melhor Cantora                                                                         | Indicado     | [ 456 ]         |
| 2016                                                              | "New Romantics"                                                     | Melhor Canção — Feminina                                                               | Indicado     | [ 456 ]         |
| 2017                                                              | "I Don't Wanna Live Forever" (com Zayn)                             | Melhor Colaboração Musical                                                             | Indicado     | [ 457 ]         |
| 2017                                                              | Swift                                                               | Melhor Instagrammer                                                                    | Indicado     | [ 457 ]         |
| 2018                                                              | Swift                                                               | Melhor Cantora                                                                         | Indicado     | [ 458 ]         |
| 2018                                                              | "Look What You Made Me Do"                                          | Melhor Canção — Feminina                                                               | Indicado     | [ 458 ]         |
| 2018                                                              | "End Game" (com a part. de Ed Sheeran e Future)                     | Melhor Colaboração Musical                                                             | Indicado     | [ 458 ]         |
| 2018                                                              | "Delicate"                                                          | Melhor Canção — Pop                                                                    | Indicado     | [ 458 ]         |
| 2018                                                              | Reputation Stadium Tour                                             | Turnê do Verão                                                                         | Indicado     | [ 458 ]         |
| 2018                                                              | Swift                                                               | Melhor Fandom                                                                          | Indicado     | [ 458 ]         |
| 2019                                                              | Swift                                                               | Prêmio Icon §                                                                          | Venceu       | [ 459 ]         |
| 2019                                                              | Swift                                                               | Melhor Cantora                                                                         | Indicado     | [ 460 ] [ 461 ] |
| 2019                                                              | Swift                                                               | Cantora do Verão                                                                       | Indicado     | [ 460 ] [ 461 ] |
| 2019                                                              | Swift                                                               | Melhor Celebridade nas Redes Sociais                                                   | Indicado     | [ 460 ] [ 461 ] |
| 2019                                                              | "Me!" (com a part. de Brendon Urie)                                 | Melhor Canção — Feminina                                                               | Indicado     | [ 460 ] [ 461 ] |
| 2019                                                              | "Me!" (com a part. de Brendon Urie)                                 | Melhor Canção — Pop                                                                    | Indicado     | [ 460 ] [ 461 ] |
| 2019                                                              | "You Need to Calm Down"                                             | Canção do Verão                                                                        | Indicado     | [ 460 ] [ 461 ] |
| 2019                                                              | Swift                                                               | Melhor Fandom                                                                          | Indicado     | [ 460 ] [ 461 ] |
| Telehit Awards                                                    |                                                                     |                                                                                        |              |                 |
| 2013                                                              | Red                                                                 | Melhor Álbum de Pop — Feminino                                                         | Venceu       | [ 462 ]         |
| 2015                                                              | Swift                                                               | Melhor Cantora                                                                         | Venceu       | [ 463 ]         |
| 2015                                                              | "Bad Blood" (com a part. de Kendrick Lamar)                         | Videoclipe do Ano                                                                      | Venceu       | [ 463 ]         |
| 2019                                                              | Swift                                                               | Melhor Cantora                                                                         | Indicado     | [ 464 ]         |
| 2019                                                              | "You Need to Calm Down"                                             | Melhor Videoclipe — Anglófono                                                          | Indicado     | [ 464 ]         |
| 2019                                                              | "You Need to Calm Down"                                             | Videoclipe do Público                                                                  | Indicado     | [ 464 ]         |
| Ticketmaster Awards                                               |                                                                     |                                                                                        |              |                 |
| 2018                                                              | Swift                                                               | Artista do Ano                                                                         | Venceu       | [ 465 ]         |
| 2019                                                              | Reputation Stadium Tour                                             | Prêmio Touring Milestone                                                               | Venceu       | [ 466 ]         |
| UK Music Video Awards                                             |                                                                     |                                                                                        |              |                 |
| 2015                                                              | "Bad Blood" (com a part. de Kendrick Lamar)                         | Melhor Videoclipe de Pop — Internacional                                               | Indicado     | [ 467 ]         |
| 2015                                                              | "Bad Blood" (com a part. de Kendrick Lamar)                         | Melhor Estilo                                                                          | Indicado     | [ 467 ]         |
| 2020                                                              | "Cardigan"                                                          | Melhores Efeitos Especiais — Videoclipe                                                | Indicado     | [ 468 ]         |
| 2022                                                              | All Too Well: The Short Film                                        | Melhor Cinematografia — Videoclipe                                                     | Indicado     | [ 469 ]         |
| V Chart Awards                                                    |                                                                     |                                                                                        |              |                 |
| 2013                                                              | Swift                                                               | Artista Favorita do Ano — Ocidente                                                     | Venceu       | [ 470 ]         |
| 2014                                                              | "22"                                                                | Melhor Videoclipe do Ano                                                               | Venceu       | [ 471 ]         |
| 2015                                                              | "Blank Space"                                                       | Melhor Videoclipe do Ano                                                               | Venceu       | [ 472 ]         |
| 2015                                                              | Swift                                                               | Artista Favorita do Ano — Ocidente                                                     | Venceu       | [ 472 ]         |
| 2015                                                              | Swift                                                               | Melhor Cantora — Ocidente                                                              | Venceu       | [ 472 ]         |
| 2016                                                              | Swift                                                               | Melhor Cantora — Ocidente                                                              | Venceu       | [ 473 ]         |
| 2017                                                              | Swift                                                               | Artista Favorita do Ano — Ocidente                                                     | Venceu       | [ 474 ]         |
| 2017                                                              | Swift                                                               | Melhor Cantora — Ocidente                                                              | Venceu       | [ 474 ]         |
| Weibo Starlight Awards                                            |                                                                     |                                                                                        |              |                 |
| 2021                                                              | Swift                                                               | Artista Mais Popular                                                                   | Venceu       | [ 475 ] [ 476 ] |
| 2021                                                              | Swift                                                               | Hall da Fama — Ocidente                                                                | Venceu       | [ 475 ] [ 476 ] |
| World Music Awards                                                |                                                                     |                                                                                        |              |                 |
| 2010                                                              | Swift                                                               | Melhor Álbum de Pop ou Rock                                                            | Indicado     | [ 477 ]         |
| 2010                                                              | Fearless                                                            | Melhor Álbum                                                                           | Indicado     | [ 477 ]         |
| 2012                                                              | Red                                                                 | Melhor Álbum                                                                           | Indicado     | [ 478 ]         |
| 2012                                                              | "We Are Never Ever Getting Back Together"                           | Melhor Canção                                                                          | Indicado     | [ 478 ]         |
| 2012                                                              | "We Are Never Ever Getting Back Together"                           | Melhor Videoclipe                                                                      | Indicado     | [ 478 ]         |
| 2012                                                              | Swift                                                               | Melhor Cantora                                                                         | Indicado     | [ 478 ]         |
| 2012                                                              | Swift                                                               | Melhor Artista ao Vivo                                                                 | Indicado     | [ 478 ]         |
| 2012                                                              | Swift                                                               | Melhor Artista do Ano                                                                  | Indicado     | [ 478 ]         |
| Young Hollywood Awards                                            |                                                                     |                                                                                        |              |                 |
| 2008                                                              | Swift                                                               | Estrela do Amanhã                                                                      | Venceu       | [ 479 ]         |
| YouTube Music Awards                                              |                                                                     |                                                                                        |              |                 |
| 2013                                                              | Swift                                                               | Artista do Ano                                                                         | Indicado     | [ 480 ]         |
| 2013                                                              | "I Knew You Were Trouble"                                           | Artista do Ano                                                                         | Indicado     | [ 480 ]         |
| 2013                                                              | "I Knew You Were Trouble"                                           | Fenômeno do YouTube                                                                    | Venceu       | [ 481 ]         |
| 2015                                                              | Swift                                                               | 50 Artistas para Assistir                                                              | Venceu       | [ 482 ]         |
| Žebřík Music Awards                                               |                                                                     |                                                                                        |              |                 |
| 2023                                                              | Swift                                                               | Artista Estrangeira do Ano                                                             | Venceu       | [ 483 ]         |

## Honrarias

### Recordes mundiais
| † | Indica recorde já ultrapassado |

| Publicação             | Ano  | Recorde                                                                                    | Detentor(es)                              | Ref.    |
| ---------------------- | ---- | ------------------------------------------------------------------------------------------ | ----------------------------------------- | ------- |
| Guinness World Records | 2008 | Maiores entradas no top 20 da Billboard Hot 100 por uma cantora em um ano                  | Taylor Swift                              | [ 484 ] |
| Guinness World Records | 2009 | Maiores entradas simultâneas no top 20 do gráfico Digital Songs                            | Taylor Swift                              | [ 485 ] |
| Guinness World Records | 2009 | Cantora mais jovem a ganhar o prêmio de Artista do Ano no Country Music Association Awards | Taylor Swift                              | [ 486 ] |
| Guinness World Records | 2010 | Artista mais jovem a ganhar o prêmio de Álbum do Ano no Grammy Awards †                    | Taylor Swift                              | [ 487 ] |
| Guinness World Records | 2010 | Cantora mais jovem a ganhar o prêmio de Álbum do Ano no Grammy Awards †                    | Taylor Swift                              | [ 488 ] |
| Guinness World Records | 2010 | Canção com maior número de downloads digitais por uma cantora nos EUA                      | "Today Was a Fairytale"                   | [ 489 ] |
| Guinness World Records | 2010 | Álbum com a maior venda digital por uma cantora nos EUA                                    | Speak Now                                 | [ 490 ] |
| Guinness World Records | 2010 | Álbum com a maior venda digital por uma cantora country nos EUA                            | Speak Now                                 | [ 491 ] |
| Guinness World Records | 2010 | Maiores entradas simultâneas na Billboard Hot 100 por uma cantora †                        | Taylor Swift                              | [ 492 ] |
| Guinness World Records | 2010 | Primeira artista a ter dois singles em semanas sucessivas no top 10 da Billboard Hot 100   | Taylor Swift                              | [ 493 ] |
| Guinness World Records | 2010 | Primeira artista a ter sete singles que estrearam no top 10 da Billboard Hot 100           | Taylor Swift                              | [ 494 ] |
| Guinness World Records | 2012 | Cantora com dois álbuns que venderam um milhão de cópias em sua semana de lançamento       | Taylor Swift                              | [ 495 ] |
| Guinness World Records | 2012 | Single com a venda mais rápida na loja digital iTunes Store                                | "We Are Never Ever Getting Back Together" | [ 495 ] |
| Guinness World Records | 2014 | Cantora com três álbuns que venderam um milhão de cópias em sua semana de lançamento       | Taylor Swift                              | [ 496 ] |
| Guinness World Records | 2015 | Maior número de vitórias nos Teen Choice Awards                                            | Taylor Swift                              | [ 497 ] |
| Guinness World Records | 2015 | Mulher com o maior número de vitórias nos Teen Choice Awards                               | Taylor Swift                              | [ 498 ] |
| Guinness World Records | 2015 | Musicista com o maior número de vitórias nos Teen Choice Awards                            | Taylor Swift                              | [ 499 ] |
| Guinness World Records | 2015 | Cantora com o maior número de vitórias nos Teen Choice Awards                              | Taylor Swift                              | [ 500 ] |
| Guinness World Records | 2015 | Álbuns que conseguiram vender um milhão de cópias em sua semana de lançamento              | Taylor Swift                              | [ 492 ] |
| Guinness World Records | 2015 | Casal mais bem pago de Hollywood em 2015                                                   | Taylor Swift                              | [ 501 ] |
| Guinness World Records | 2016 | Musicista com mais ganhos anuais de 2016                                                   | Taylor Swift                              | [ 502 ] |
| Guinness World Records | 2016 | Cantora com mais ganhos anuais de todos os tempos                                          | Taylor Swift                              | [ 503 ] |
| Guinness World Records | 2017 | Videoclipe feminino com mais visualizações online †                                        | "Shake It Off"                            | [ 504 ] |
| Guinness World Records | 2017 | Álbuns que conseguiram vender um milhão de cópias em sua semana de lançamento              | Taylor Swift                              | [ 496 ] |
| Guinness World Records | 2018 | Canção com o maior número de reproduções numa semana por uma cantora                       | "Look What You Made Me Do"                | [ 505 ] |
| Guinness World Records | 2018 | Videoclipe com mais visualizações online em 24 horas †                                     | "Look What You Made Me Do"                | [ 505 ] |
| Guinness World Records | 2018 | Canção com mais reproduções no Spotify em 24 horas †                                       | "Look What You Made Me Do"                | [ 505 ] |
| Guinness World Records | 2018 | Videoclipe com mais visualizações do Vevo em 24 horas †                                    | "Look What You Made Me Do"                | [ 505 ] |
| Guinness World Records | 2018 | Cantora com a turnê mais lucrativa de 2018                                                 | Reputation Stadium Tour                   | [ 506 ] |
| Guinness World Records | 2019 | Videoclipe com mais visualizações do Vevo em 24 horas                                      | "Me!"                                     | [ 507 ] |
| Guinness World Records | 2019 | Videoclipe com mais visualizações do YouTube em 24 horas †                                 | "Me!"                                     | [ 508 ] |
| Guinness World Records | 2019 | Cantora com mais ganhos anuais de todos os tempos                                          | Taylor Swift                              | [ 509 ] |
| Guinness World Records | 2019 | Musicista com mais ganhos anuais de 2019                                                   | Taylor Swift                              | [ 509 ] |
| Guinness World Records | 2019 | Cantora com mais ganhos anuais de 2019                                                     | Taylor Swift                              | [ 509 ] |
| Guinness World Records | 2019 | Celebridade mais bem paga de 2019                                                          | Taylor Swift                              | [ 509 ] |
| Guinness World Records | 2019 | Cantora mais bem paga de 2019                                                              | Taylor Swift                              | [ 509 ] |
| Guinness World Records | 2019 | Mais semanas no topo da Billboard Artist 100 †                                             | Taylor Swift                              | [ 510 ] |
| Guinness World Records | 2019 | Cantora com o maior número de vitórias no American Music Awards †                          | Taylor Swift                              | [ 511 ] |
| Guinness World Records | 2019 | Maior número de vitórias no American Music Awards †                                        | Taylor Swift                              | [ 512 ] |
| Guinness World Records | 2019 | Cantora com mais entradas simultâneas na Billboard Hot 100 †                               | Taylor Swift                              | [ 513 ] |
| Guinness World Records | 2019 | Maior número de vitórias no Global Recording Artist of the Year (IFPI)                     | Taylor Swift                              | [ 514 ] |
| Guinness World Records | 2019 | Álbum feminino mais vendido mundialmente                                                   | Lover                                     | [ 515 ] |
| Guinness World Records | 2020 | Álbum feminino com mais reproduções no Spotify em um dia †                                 | Folklore                                  | [ 516 ] |
| Guinness World Records | 2020 | Álbuns com mais semanas cumulativas no topo da Billboard 200                               | Taylor Swift                              | [ 517 ] |
| Guinness World Records | 2020 | Cantora com menor período entre dois álbuns no topo da Billboard 200                       | Taylor Swift                              | [ 518 ] |
| Guinness World Records | 2021 | Artista com mais canções no topo da Digital Song †                                         | Taylor Swift                              | [ 519 ] |
| Guinness World Records | 2021 | Artista com o maior número de vitórias ao prêmio de Álbum do Ano no Grammy Awards          | Taylor Swift                              | [ 520 ] |
| Guinness World Records | 2021 | Cantora com o maior número de vitórias ao prêmio de Álbum do Ano no Grammy Awards          | Taylor Swift                              | [ 521 ] |
| Guinness World Records | 2021 | Primeira mulher a ganhar o Prêmio Ícone Global no Brit Awards                              | Taylor Swift                              | [ 522 ] |
| Guinness World Records | 2021 | Artista mais jovem a ganhar o Prêmio Ícone Global no Brit Awards                           | Taylor Swift                              | [ 523 ] |
| Guinness World Records | 2021 | Álbum feminino com o maior número de reproduções no Spotify †                              | Red (Taylor's Version)                    | [ 524 ] |
| Guinness World Records | 2021 | Cantora com o maior número de reproduções no Spotify em 24 horas †                         | Taylor Swift                              | [ 525 ] |
| Guinness World Records | 2021 | Maiores entradas simultâneas na Billboard Hot 100                                          | Taylor Swift                              | [ 526 ] |
| Guinness World Records | 2021 | Maiores entradas simultâneas na Billboard Hot 100 por uma solista                          | Taylor Swift                              | [ 527 ] |
| Guinness World Records | 2021 | Maiores entradas simultâneas na Billboard Hot 100 por uma cantora                          | Taylor Swift                              | [ 528 ] |
| Guinness World Records | 2021 | Canção mais longa ao atingir o topo da Billboard Hot 100                                   | "All Too Well (10 Minute Version)"        | [ 529 ] |
| Guinness World Records | 2022 | Cantora com mais ganhos anuais (2021)                                                      | Taylor Swift                              | [ 530 ] |
| Guinness World Records | 2022 | Maior número de indicações aos Nickelodeon Kids' Choice Awards                             | Taylor Swift                              | [ 531 ] |
| Guinness World Records | 2022 | Maior número de vitórias aos Teen Choice Awards                                            | Taylor Swift                              | [ 532 ] |
| Guinness World Records | 2022 | Maior número de vitórias aos Teen Choice Awards por uma musicista                          | Taylor Swift                              | [ 533 ] |
| Guinness World Records | 2022 | Cantora com o maior número de reproduções no Spotify em 24 horas                           | Taylor Swift                              | [ 534 ] |
| Guinness World Records | 2022 | Álbum com mais reproduções em um dia no Spotify                                            | Midnights                                 | [ 534 ] |
| Guinness World Records | 2022 | Álbum com mais reproduções em 24 horas no Spotify                                          | Midnights                                 | [ 534 ] |
| Guinness World Records | 2022 | Álbum feminino com mais reproduções no Spotify em um dia                                   | Midnights                                 | [ 535 ] |
| Guinness World Records | 2022 | Álbum feminino com mais reproduções em uma semana nos EUA                                  | Midnights                                 | [ 536 ] |
| Guinness World Records | 2022 | Disco de vinil mais vendido nos EUA                                                        | Midnights                                 | [ 537 ] |
| Guinness World Records | 2022 | Álbum com mais reproduções em 24 horas no Amazon Music                                     | Midnights                                 | [ 538 ] |

### Reconhecimento
| Publicação           | Lista                                              | Ano  | Pos. | Ref.    |
| -------------------- | -------------------------------------------------- | ---- | ---- | ------- |
| ABC                  | 10 Pessoas Mais Fascinantes                        | 2014 | 6    | [ 539 ] |
| Billboard            | A Maior Pop Star                                   | 2015 | 1    | [ 540 ] |
| Billboard            | A Maior Pop Star                                   | 2021 | 1    | [ 541 ] |
| Billboard            | 100 Maiores Artistas da História dos Videoclipes   | 2020 | 29   | [ 542 ] |
| Billboard            | 50 Melhores Canções de Término de Namoro           | 2022 | 1    | [ 543 ] |
| Bloomberg            | 50 Pessoas que Definiram os Negócios Globais       | 2018 | —    | [ 544 ] |
| Brandwatch           | 50 Pessoas Mais Influentes do Twitter              | 2018 | 1    | [ 545 ] |
| Brandwatch           | 50 Pessoas Mais Influentes do Twitter              | 2019 | 1    | [ 546 ] |
| Brandwatch           | 50 Pessoas Mais Influentes do Twitter              | 2020 | 3    | [ 547 ] |
| Brandwatch           | 50 Pessoas Mais Influentes do Twitter              | 2021 | 1    | [ 548 ] |
| Bustle               | 10 Maiores Artistas de Todos os Tempos             | 2021 | 5    | [ 549 ] |
| Cleveland.com        | Maior Artista Pop de Todos os Tempos               | 2019 | —    | [ 550 ] |
| CNN                  | 10 Artistas que Mudaram a Música na Década de 2010 | 2019 | —    | [ 551 ] |
| Entertainment Weekly | Artistas do Ano                                    | 2019 | —    | [ 552 ] |
| Entertainment Weekly | Artistas do Ano                                    | 2020 | —    | [ 553 ] |
| Forbes               | Mulheres Mais Lucrativas da Música                 | 2011 | 2    | [ 554 ] |
| Forbes               | Mulheres Mais Lucrativas da Música                 | 2012 | 2    | [ 555 ] |
| Forbes               | Mulheres Mais Lucrativas da Música                 | 2013 | 3    | [ 556 ] |
| Forbes               | Mulheres Mais Lucrativas da Música                 | 2014 | 2    | [ 557 ] |
| Forbes               | Mulheres Mais Lucrativas da Música                 | 2015 | 2    | [ 558 ] |
| Forbes               | Mulheres Mais Lucrativas da Música                 | 2016 | 1    | [ 559 ] |
| Forbes               | Mulheres Mais Lucrativas da Música                 | 2017 | 3    | [ 560 ] |
| Forbes               | Mulheres Mais Lucrativas da Música                 | 2018 | 2    | [ 561 ] |
| Forbes               | Mulheres Mais Lucrativas da Música                 | 2019 | 1    | [ 562 ] |
| Forbes               | 30 Under 30                                        | 2012 | —    | [ 563 ] |
| Forbes               | 30 Under 30                                        | 2014 | —    | [ 564 ] |
| Forbes               | Celebrity 100                                      | 2011 | 7    | [ 565 ] |
| Forbes               | Celebrity 100                                      | 2013 | 6    | [ 566 ] |
| Forbes               | Celebrity 100                                      | 2015 | 8    | [ 567 ] |
| Forbes               | Celebrity 100                                      | 2016 | 1    | [ 568 ] |
| Forbes               | Celebrity 100                                      | 2019 | 1    | [ 569 ] |
| Forbes               | Mulheres Mais Poderosas                            | 2015 | 64   | [ 570 ] |
| Forbes               | Mulheres Mais Poderosas                            | 2019 | 71   | [ 571 ] |
| Forbes               | Mulheres Mais Poderosas                            | 2020 | 82   | [ 572 ] |
| Forbes               | Mulheres Mais Poderosas                            | 2021 | 78   | [ 573 ] |
| Forbes               | Cantores Mais Bem Pagos da Década                  | 2019 | 2    | [ 574 ] |
| Forbes               | Artistas Mais Bem Pagos                            | 2022 | 25   | [ 575 ] |
| Forbes               | Mulheres Mais Ricas dos Estados Unidos             | 2022 | 48   | [ 576 ] |
| Financial Times      | Mulheres Mais Influentes                           | 2020 | —    | [ 577 ] |
| Fortune              | 40 Under 40                                        | 2015 | 6    | [ 578 ] |
| Fortune              | Mulheres Mais Poderosas                            | 2015 | 51   | [ 579 ] |
| Google               | Cantoras Mais Procuradas na Internet               | 2019 | 1    | [ 580 ] |
| Insider              | 20 Melhores Artistas da Década                     | 2019 | —    | [ 581 ] |
| Insider              | 25 Canções Mais Icônicas                           | 2022 | —    | [ 582 ] |
| Nashville Lifestyles | 25 Pessoas Mais Fascinantes de Nashville           | 2020 | —    | [ 583 ] |
| Next Luxury          | 20 Cantoras Mais Populares de Todos os Tempos      | 2022 | —    | [ 584 ] |
| People               | Pessoa do Ano                                      | 2019 | —    | [ 585 ] |
| People               | 15 Mulheres que Mudaram a Indústria Fonográfica    | 2022 | —    | [ 586 ] |
| Pitchfork            | 200 Artistas Mais Importantes                      | 2021 | —    | [ 587 ] |
| The Post             | 8 Musicistas Mais Influentes da Década de 2010     | 2021 | —    | [ 7 ]   |
| Rolling Stone        | 100 Maiores Compositores de Todos os Tempos        | 2015 | 97   | [ 5 ]   |
| Rolling Stone        | 100 Maiores Artistas Country de Todos os Tempos    | 2017 | 80   | [ 588 ] |
| Rolling Stone        | 500 Maiores Álbuns de Todos os Tempos              | 2020 | 99   | [ 589 ] |
| Rolling Stone        | 500 Maiores Álbuns de Todos os Tempos              | 2020 | 393  | [ 589 ] |
| Rolling Stone        | 100 Maiores Videoclipes de Todos os Tempos         | 2021 | 67   | [ 590 ] |
| Rolling Stone        | 500 Maiores Canções de Todos os Tempos             | 2021 | 69   | [ 591 ] |
| Rolling Stone        | 500 Maiores Canções de Todos os Tempos             | 2021 | 357  | [ 591 ] |
| Rolling Stone        | Musicistas Mais Bem Pagos                          | 2021 | 10   | [ 592 ] |
| Rolling Stone        | Melhores Canções do Verão de Todos os Tempos       | 2022 | 37   | [ 593 ] |
| The Sunday Times     | 21 Melhores Canções do Século 21                   | 2022 | 16   | [ 594 ] |
| Time                 | Time 100                                           | 2010 | —    | [ 595 ] |
| Time                 | Time 100                                           | 2015 | —    | [ 596 ] |
| Time                 | Time 100                                           | 2019 | —    | [ 597 ] |
| Time                 | Pessoa do Ano                                      | 2017 | —    | [ 598 ] |
| The Independent      | 50 Mulheres que Marcaram a Indústria Fonográfica   | 2020 | —    | [ 599 ] |
| The Telegraph        | 60 Maiores Compositores de Todos os Tempos         | 2018 | 16   | [ 6 ]   |
| uDiscover Music      | 25 Maiores Compositores                            | 2021 | 20   | [ 600 ] |
| USA Today            | Mulheres do Século — Pensilvânia                   | 2020 | —    | [ 12 ]  |
| Variety              | Hollywood's New Leaders                            | 2014 | —    | [ 601 ] |
| Variety              | 500 Pessoas Mais Importantes da Mídia              | 2021 | —    | [ 602 ] |
| VH1                  | 100 Maiores Mulheres da Música                     | 2012 | 43   | [ 8 ]   |
| Wired                | 10 Melhores Artistas da Década de 2010             | 2019 | —    | [ 603 ] |
| YouGov               | Mulher Mais Admirada                               | 2019 | 10   | [ 604 ] |
| YouGov               | Mulher Mais Admirada                               | 2020 | 9    | [ 605 ] |
| YouGov               | Mulher Mais Admirada                               | 2021 | 7    | [ 606 ] |
| YPulse               | 17 Musicistas que Inspiram a Geração Y e Z         | 2019 | 1    | [ 607 ] |

### Homenagens
| Organização                  | Descrição                                                  | Ano  | Ref.    |
| ---------------------------- | ---------------------------------------------------------- | ---- | ------- |
| Young Hollywood Hall of Fame | Por suas contribuições para a indústria do entretenimento. | 2007 | [ 608 ] |

### Diploma honorário
| Instituição                 | Diploma                | Ano  | Ref.    |
| --------------------------- | ---------------------- | ---- | ------- |
| Universidade de Nova Iorque | Doutora em Belas Artes | 2022 | [ 609 ] |